# Mural

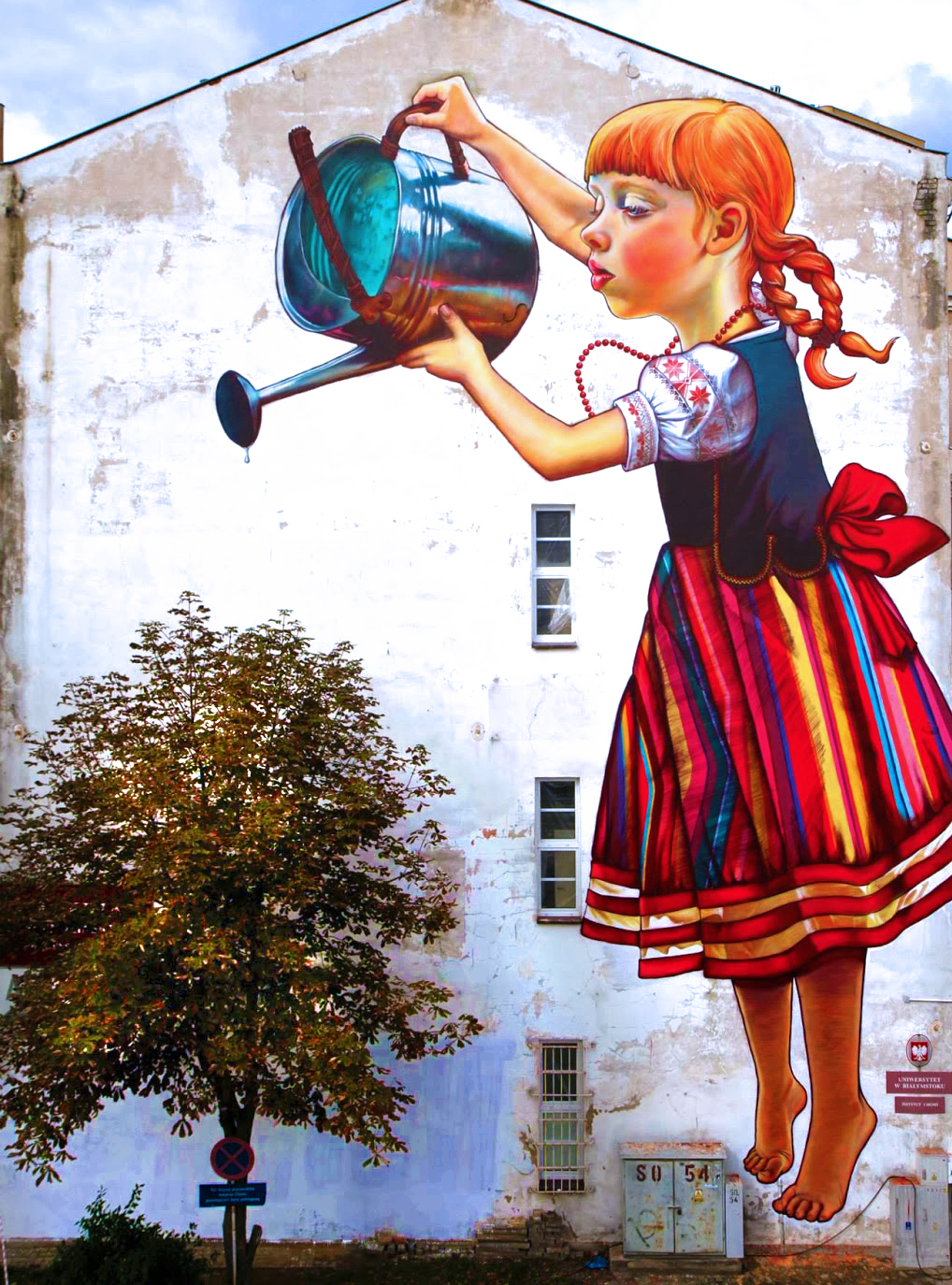
Mural Dziewczynka z konewką w Białymstoku

Mural – rodzaj malatury, nazwa pochodzenia hiszpańskiego oznaczająca w skrócie dzieło dekoracyjnego malarstwa ściennego, najczęściej monumentalne. Murale jako malarstwo ścienne pochodzi jeszcze z okresu prehistorii, były szczególnie rozpowszechnione w starożytnym Rzymie na ulicach miast.
Malowidła takie, w zależności od intencji twórcy, mogą mieć na celu impresję odbiorcy, reklamę jakiegoś produktu lub promocję akcji charytatywnej.
Murale można zdefiniować jako wielkoformatową grafikę na ścianach budynków.
W Polsce w okresie PRL-u szczególnie upowszechniły się murale reklamujące przedsiębiorstwa i instytucje, które zasadniczo reklamy nie potrzebowały, ponieważ najczęściej byli to monopoliści na rynku. Niemalże w każdym mieście była gdzieś namalowana reklama PKO, PZU czy Totalizatora Sportowego albo Pewexu. Były też reklamy lokalnych fabryk i zakładów. Na przykład w Łodzi do dziś można spotkać murale Zakładów Przemysłu Bawełnianego im. Armii Ludowej, czy Zakładów Przemysłu Jedwabniczego „Pierwsza”.
Łódzkie „murale”, jako pierwsze i jedyne w Polsce, doczekały się publikacji monograficznej, wydanej w 2010 roku.

## Galeria

### Murale z okresu PRL

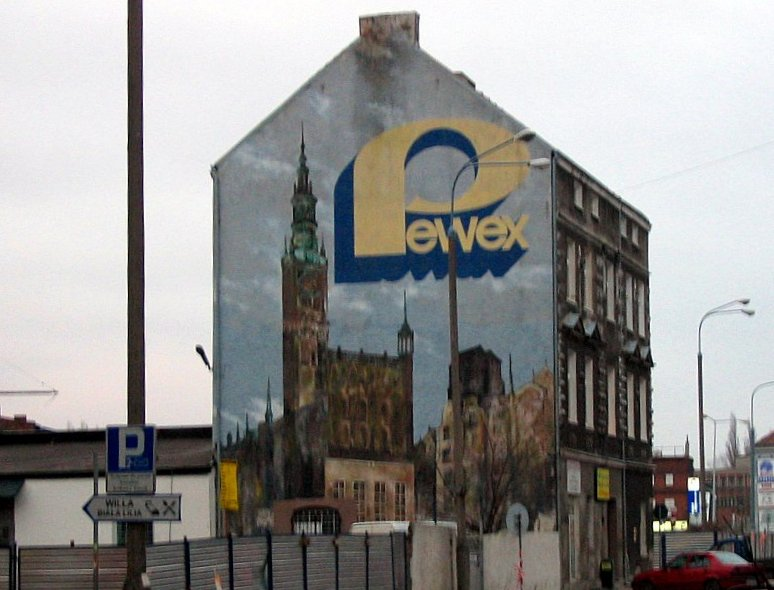
Pewex – reklama na budynku w Gdańsku
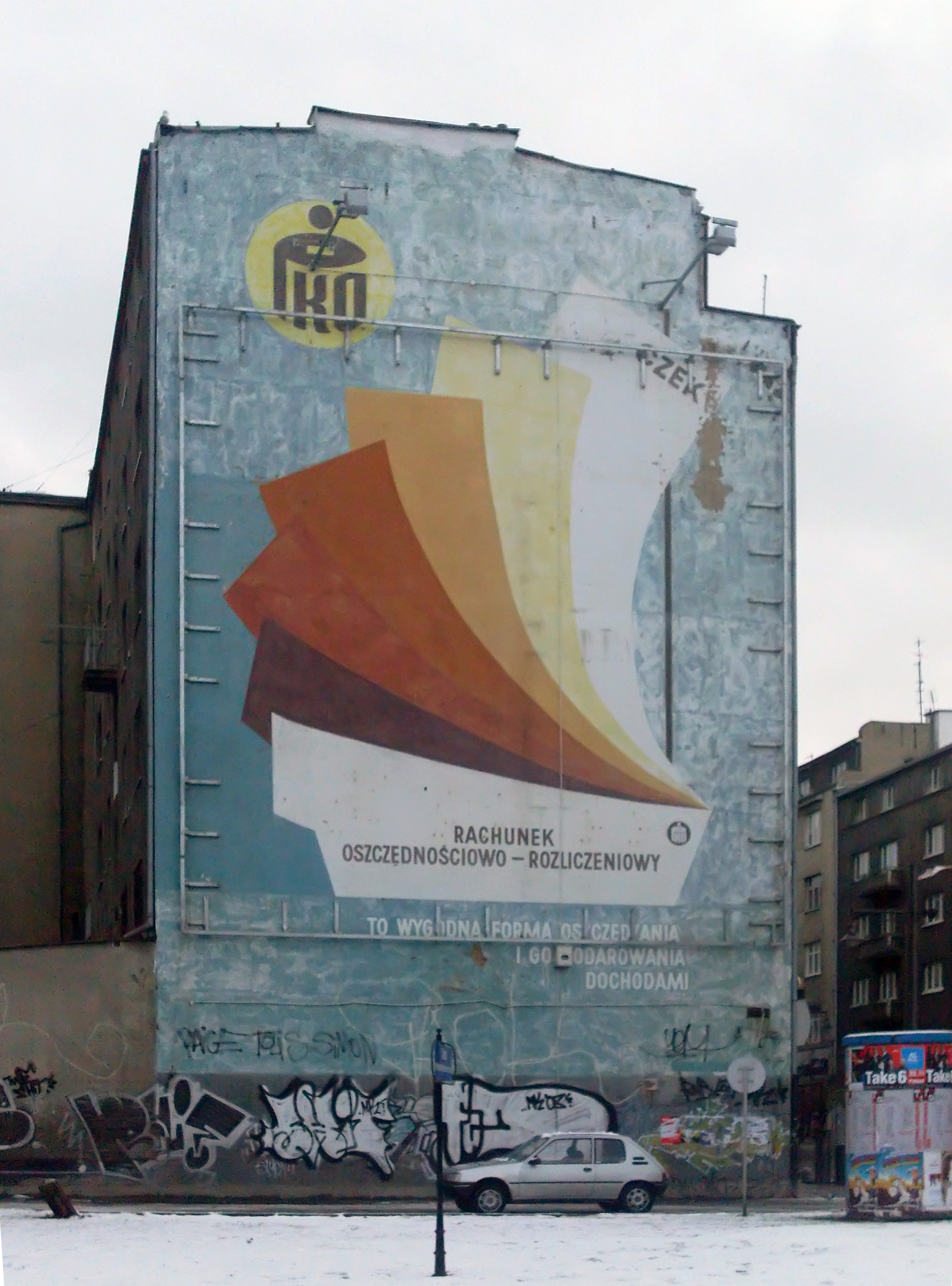
Mural PKO BP w Gdyni
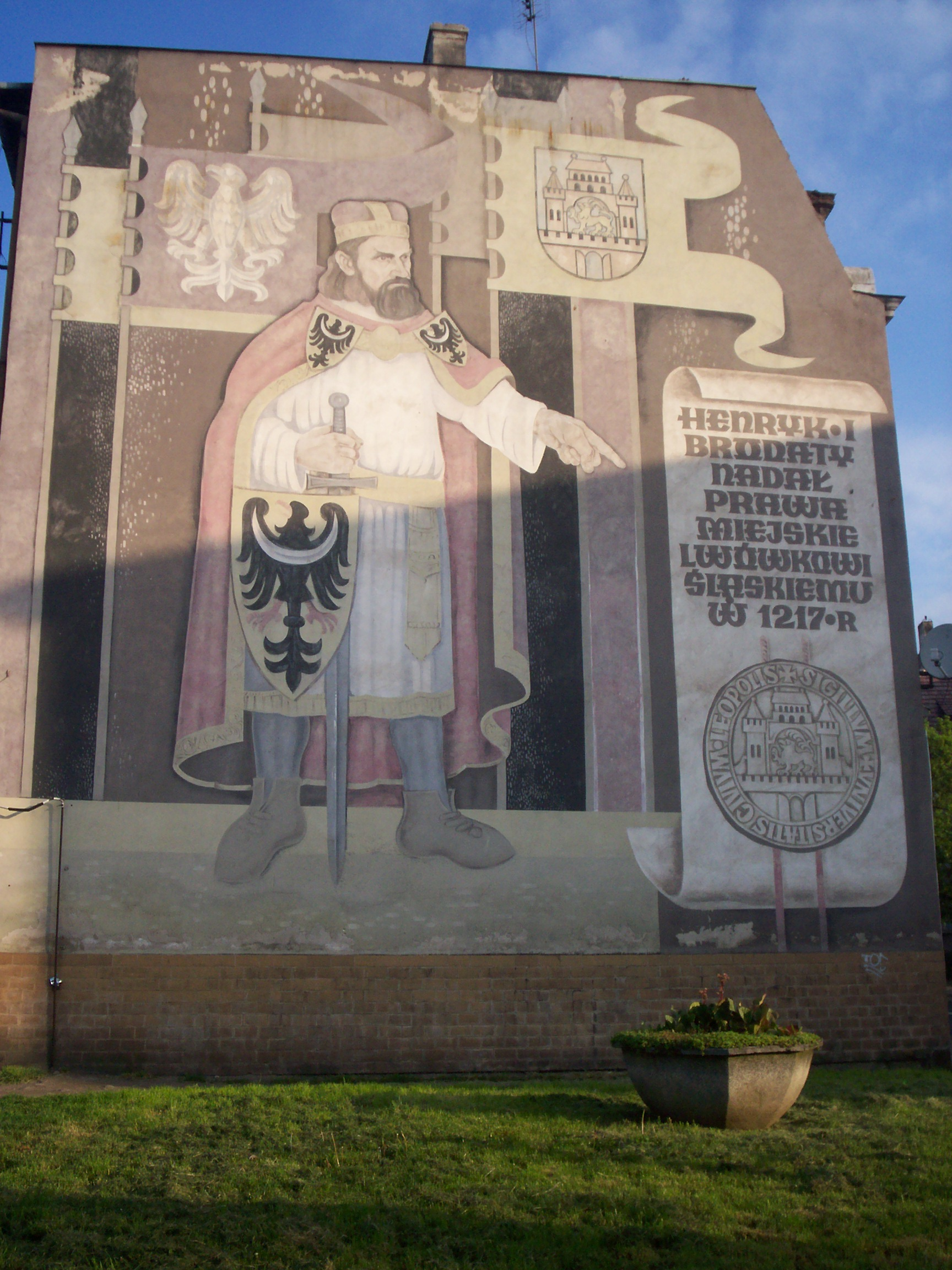
Mural w Lwówku Ślaskim
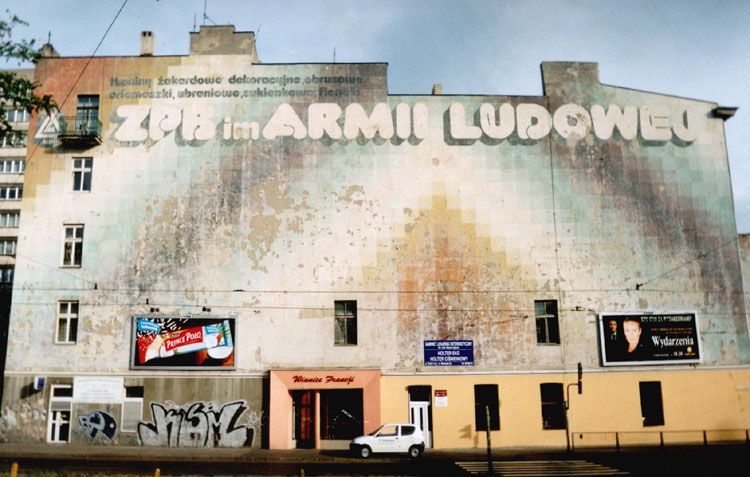
Reklama ZPB im. Armii Ludowej w Łodzi
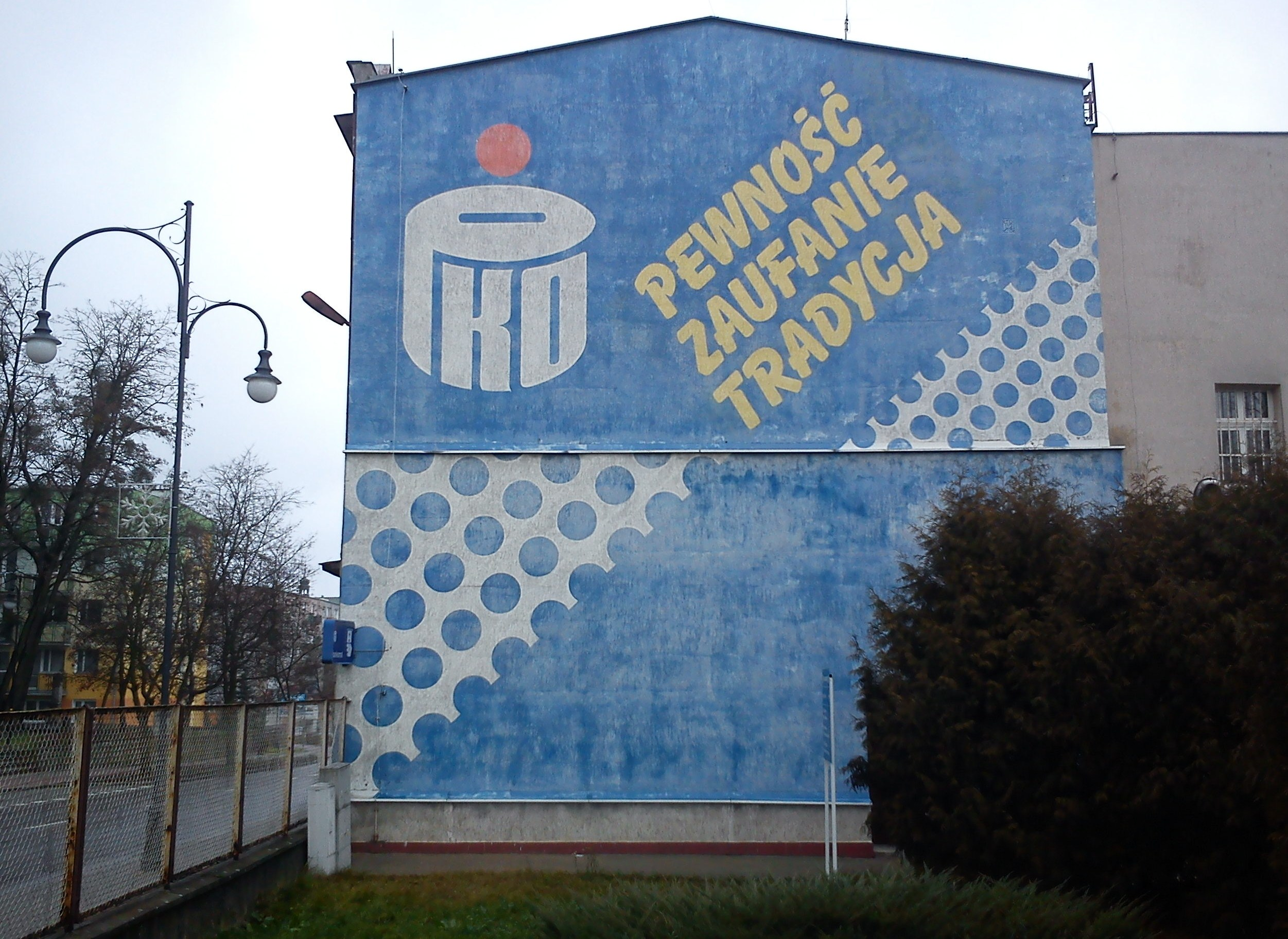
Reklama PKO BP w Trzciance
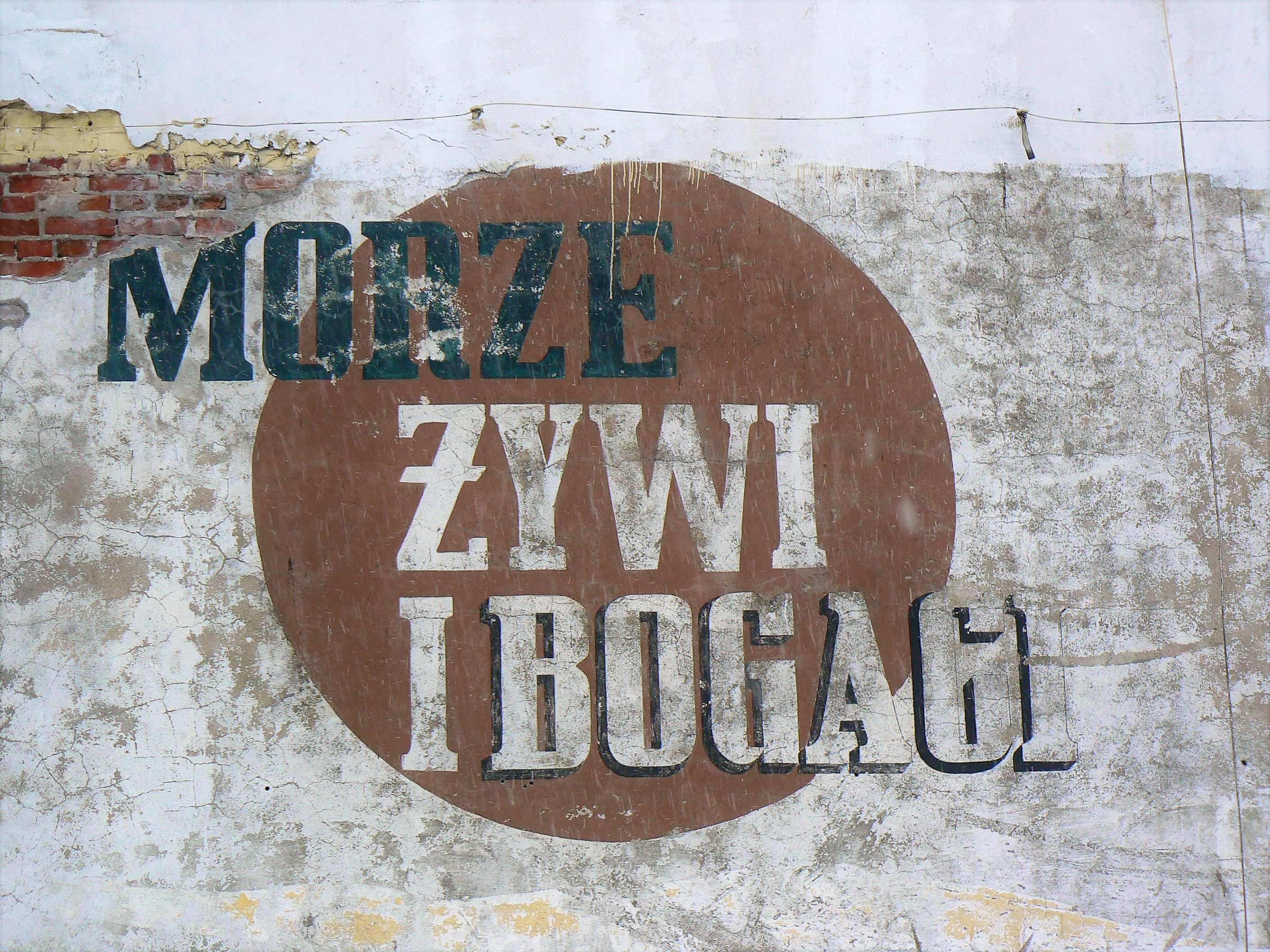
Mural będący nośnikiem treści społecznych (mural propagandowy) z portu morskiego w Helu
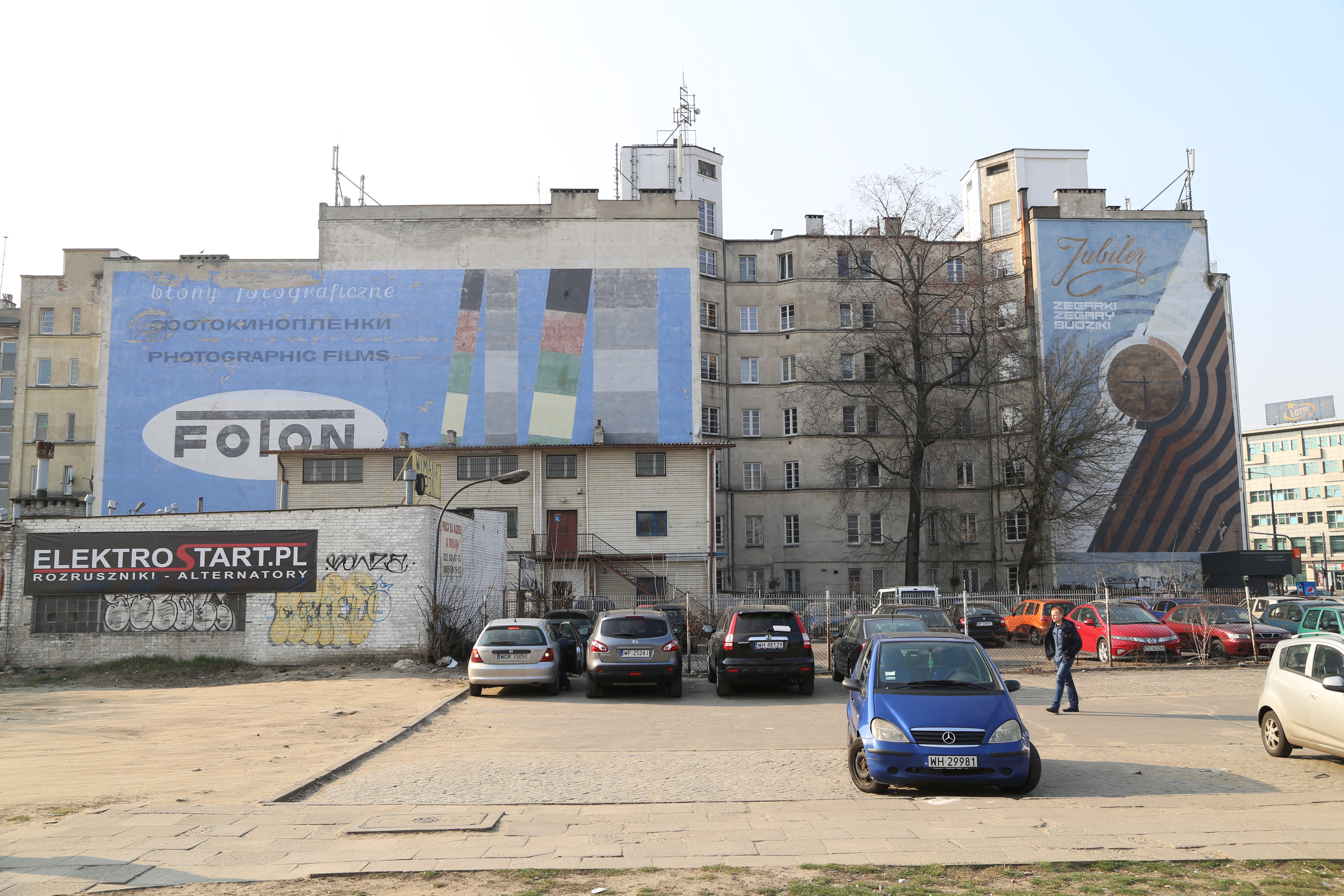
Mural Foton Jubiler Warszawa Praga
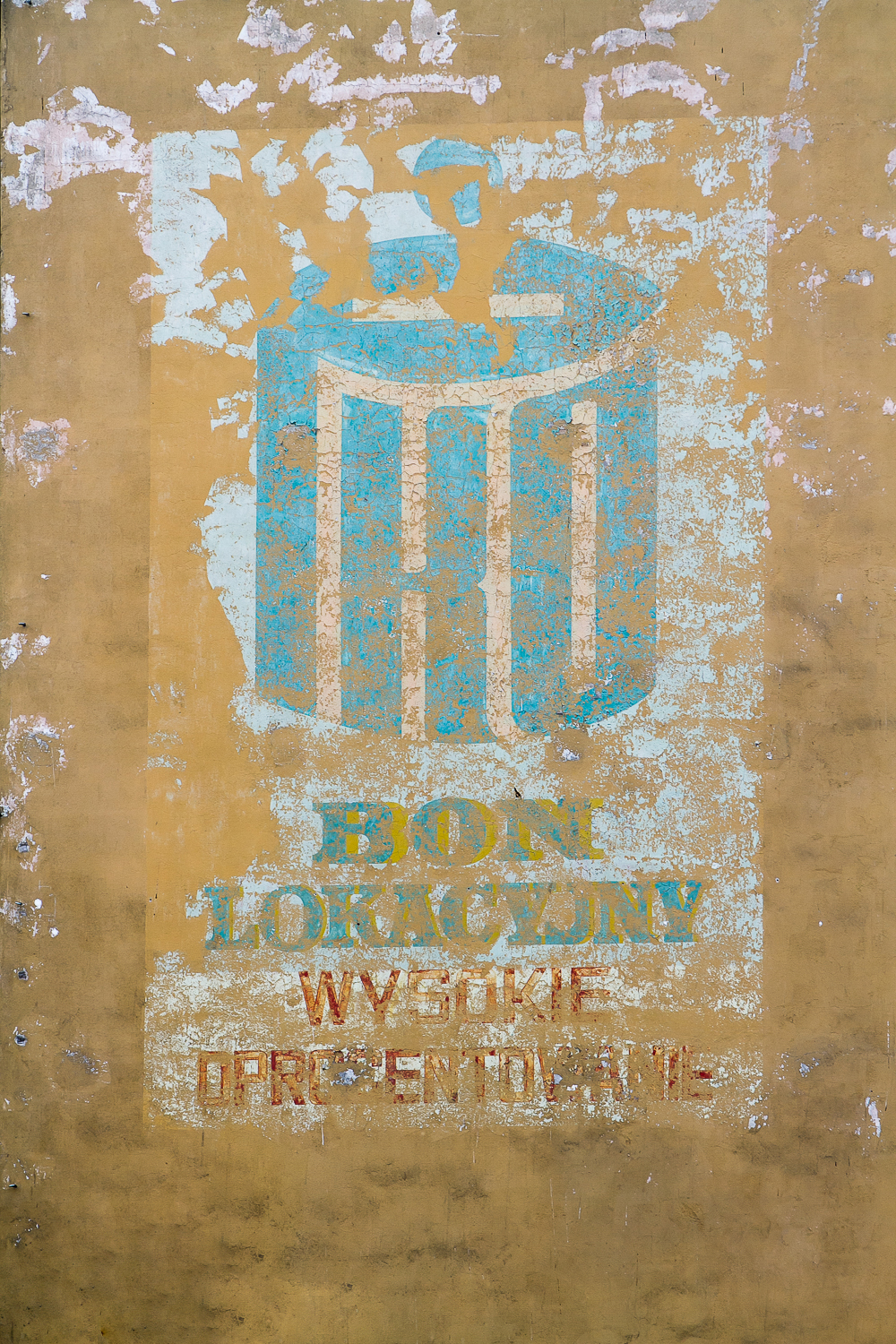
Mural banku PKO w Brodnicy, obecnie zakryty warstwą termoizolacji

### Murale współczesne

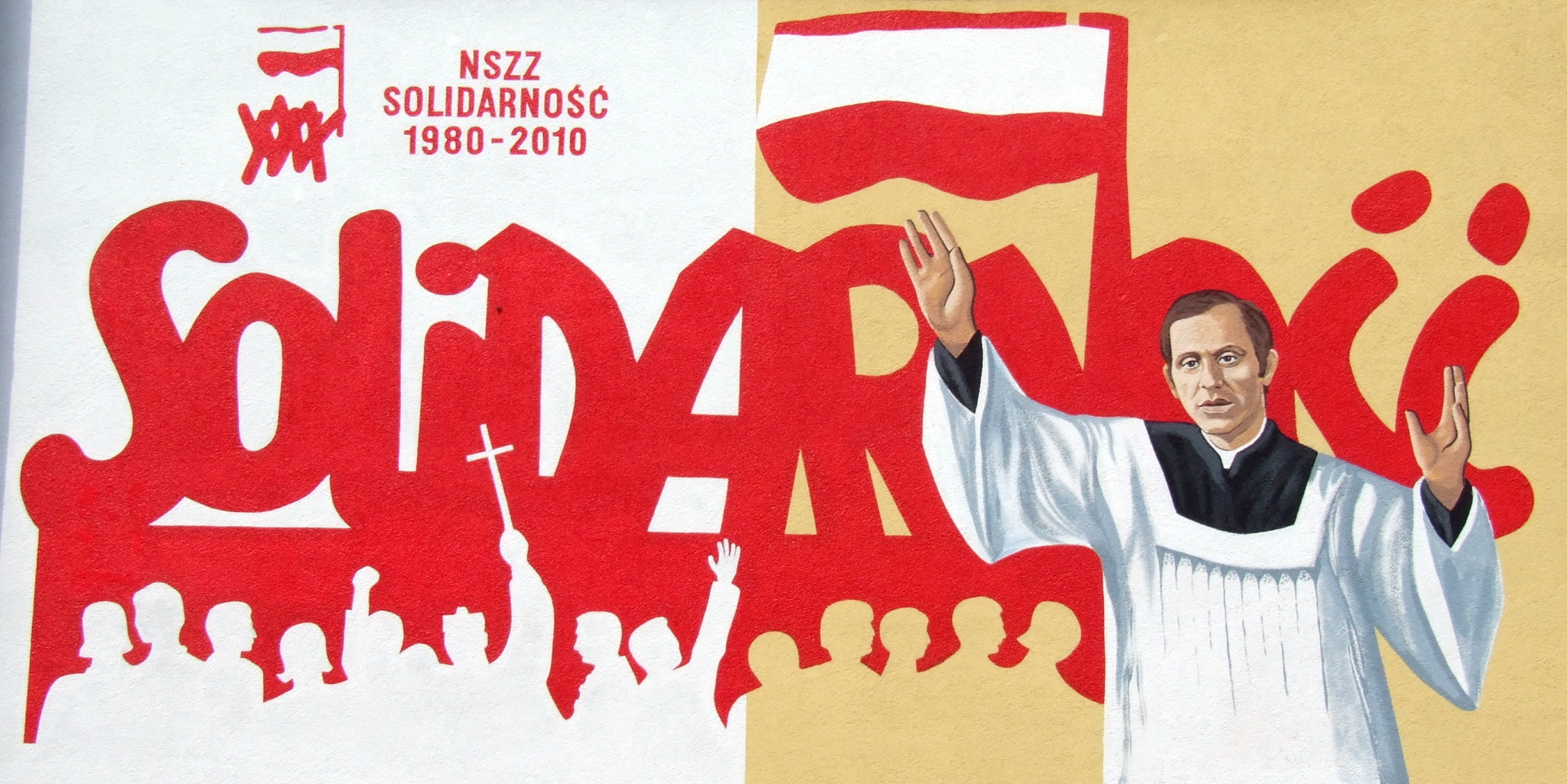
Ostrowiec Świętokrzyski – logo NSZZ „Solidarność” z podobizną księdza Popiełuszki
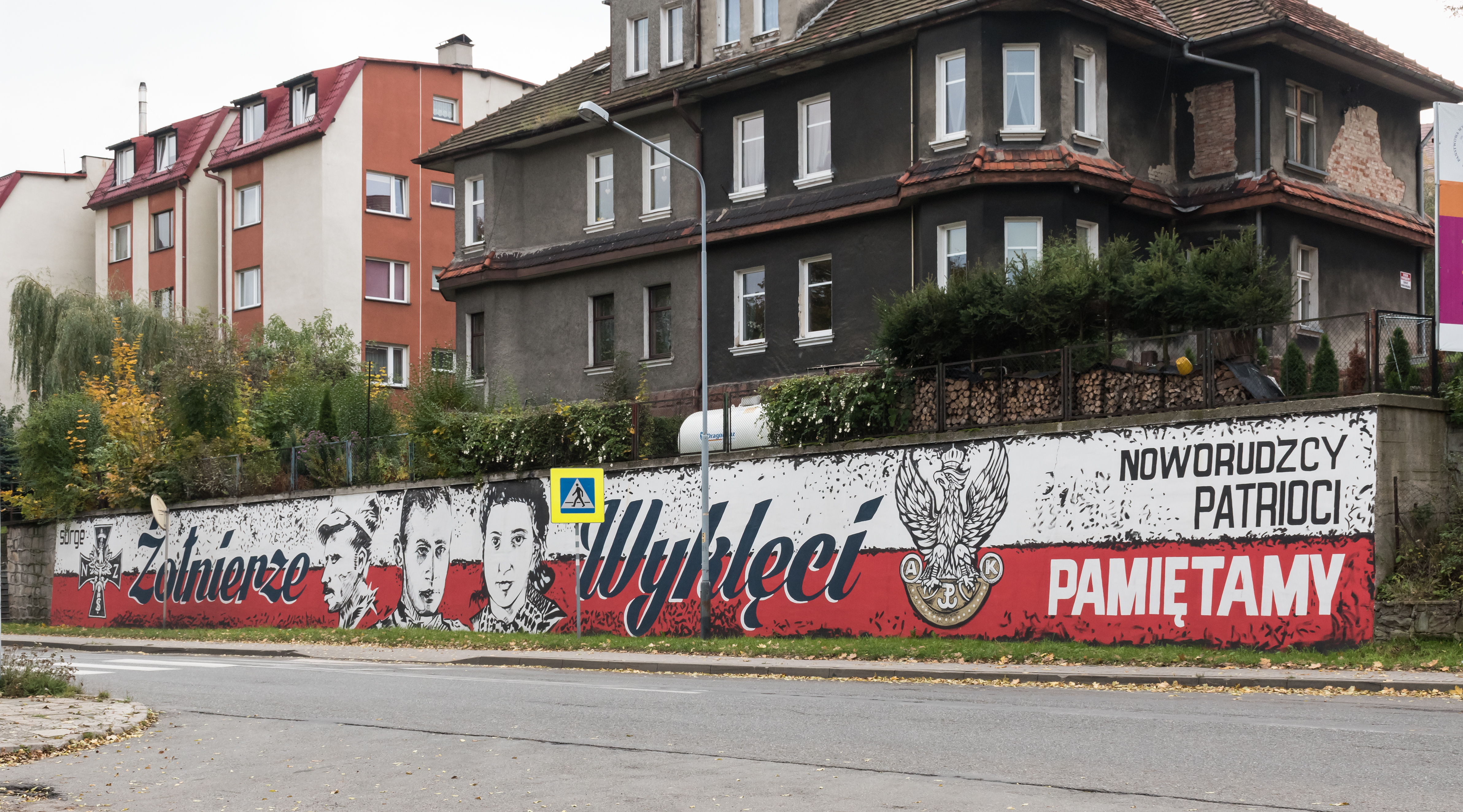
Mural w Nowej Rudzie poświęcony żołnierzom wyklętym
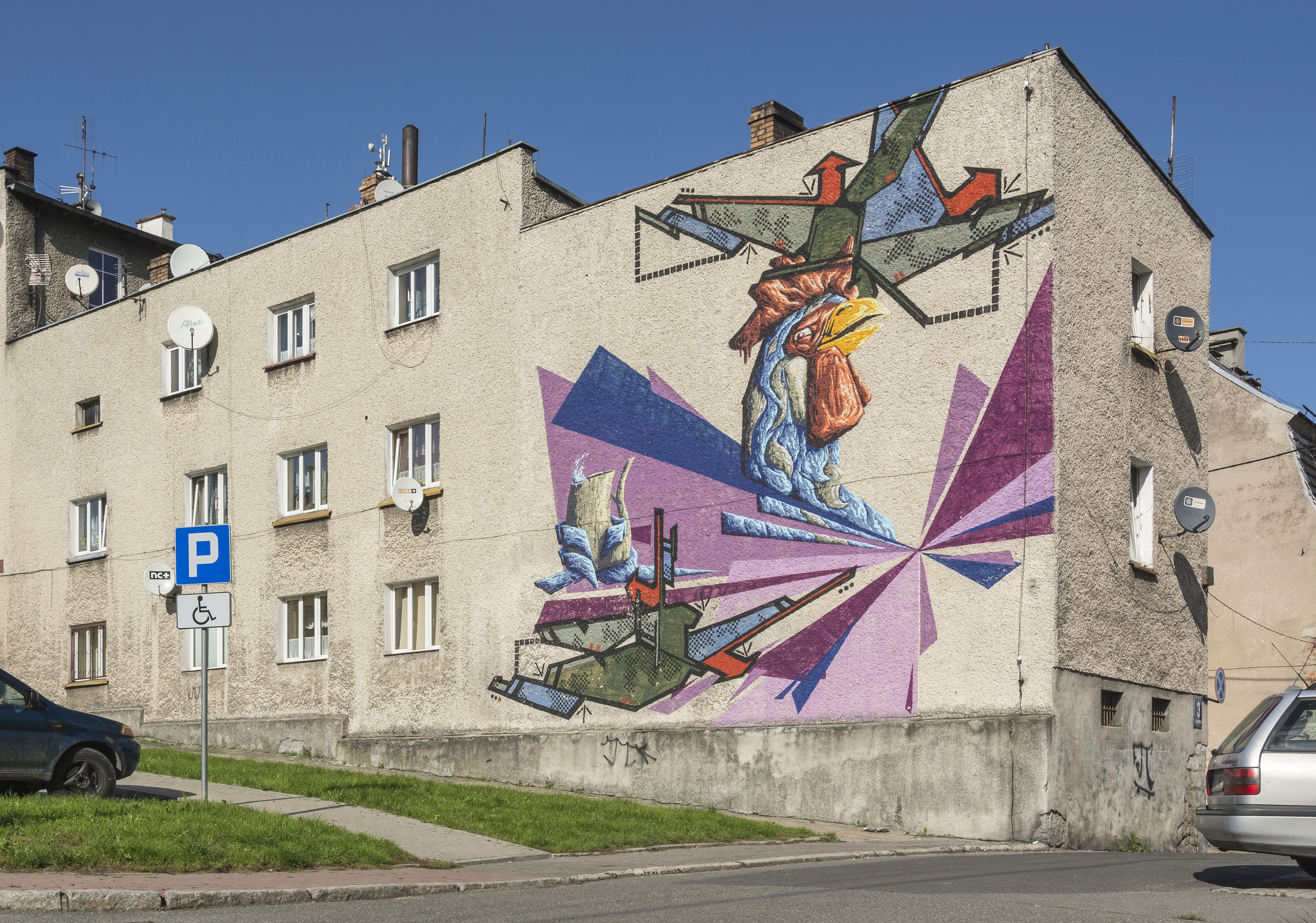
Mural w Dusznikach-Zdroju
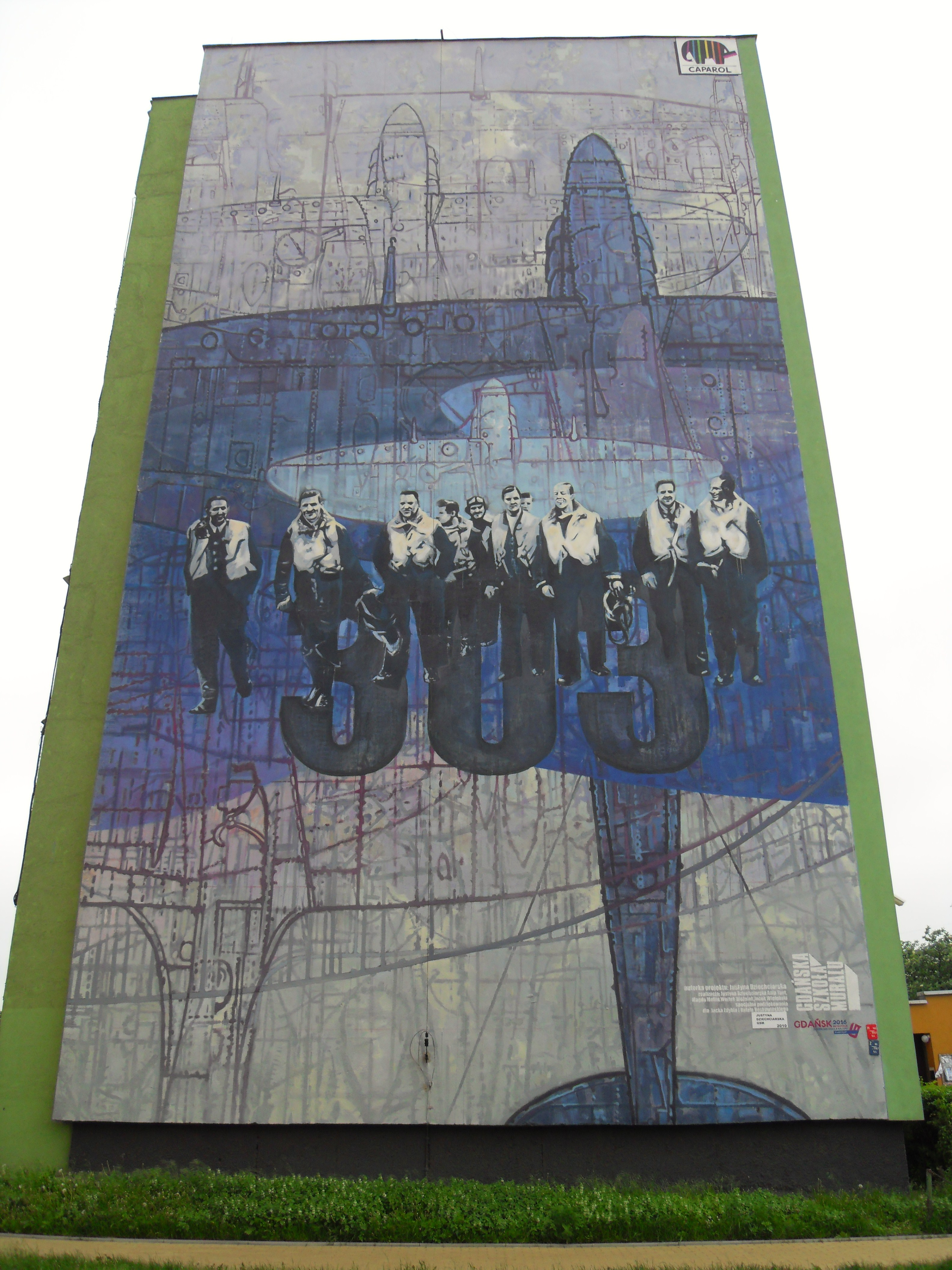
Mural w Gdańsku
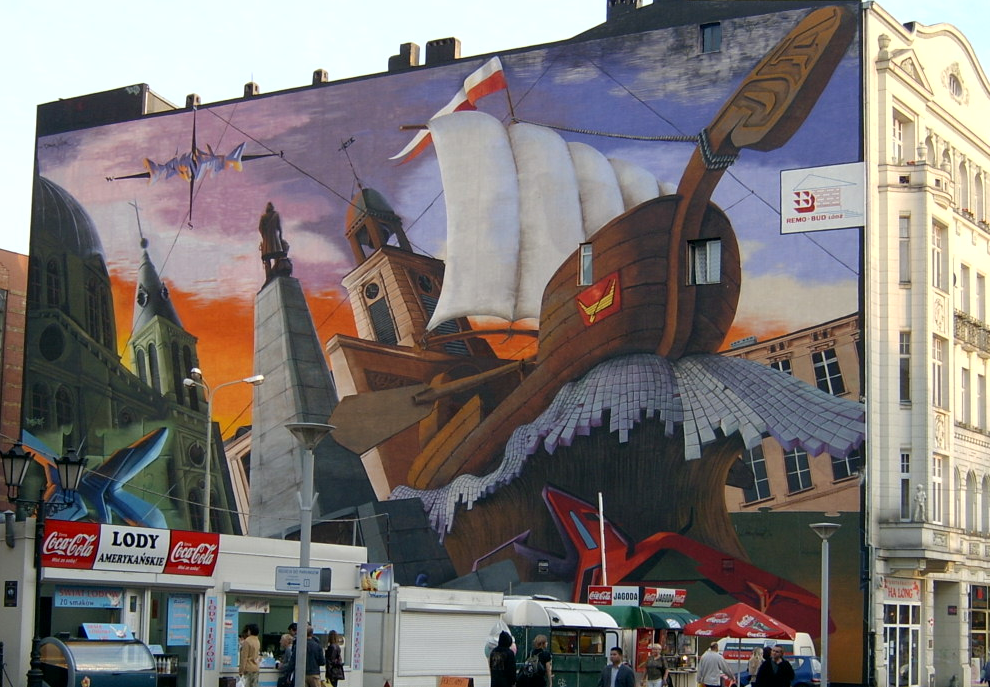
Mural przy ul. Piotrkowskiej w Łodzi autorstwa grupy Design Futura
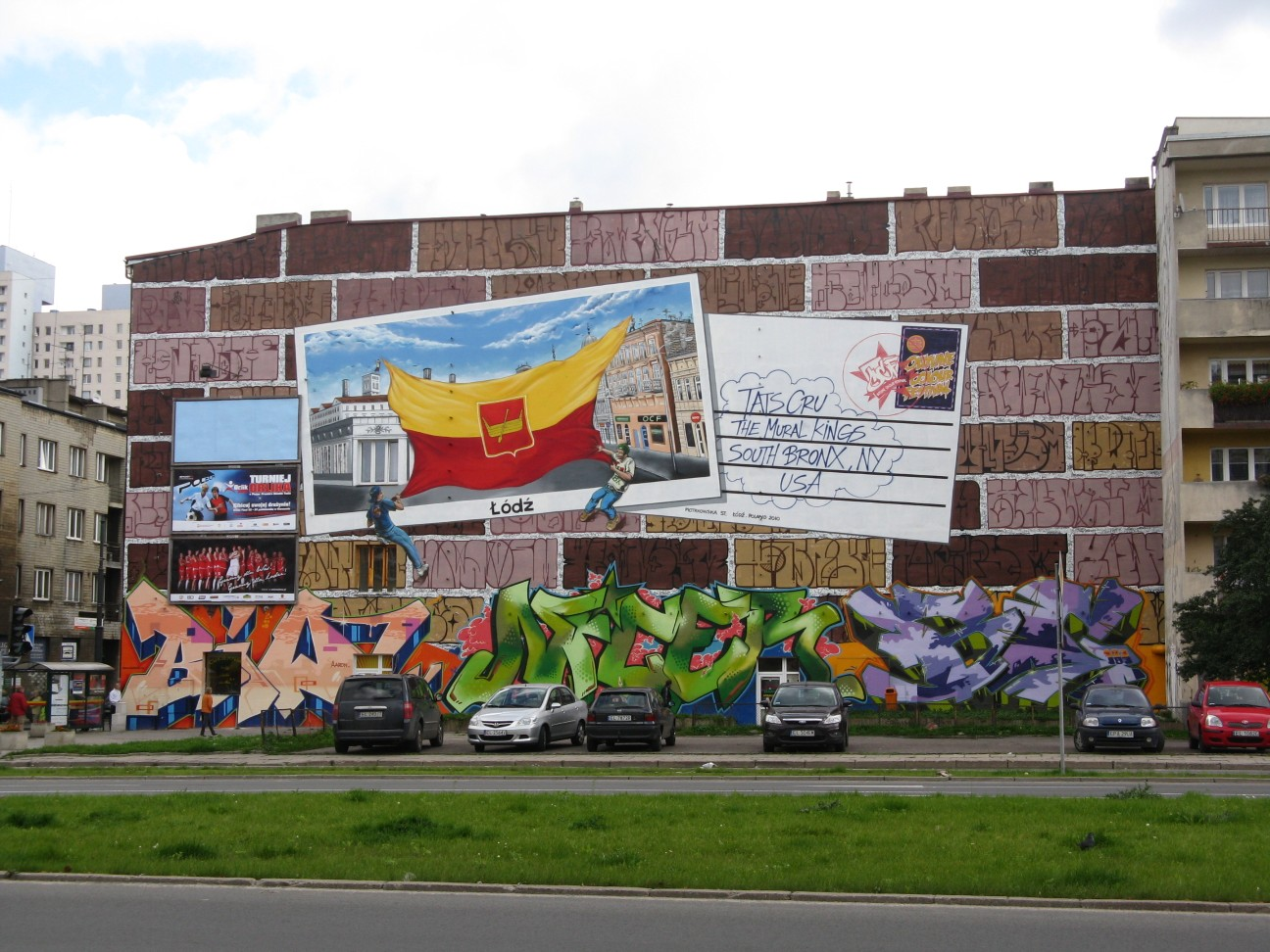
Mural autorstwa grupy TATS-CRU w Łodzi
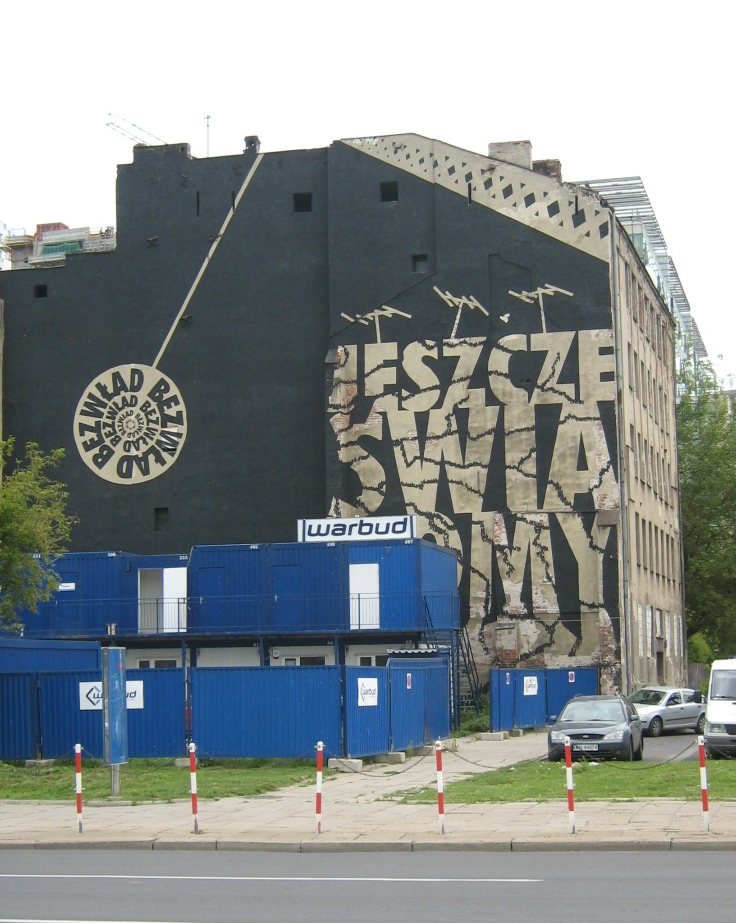
Mural grupy Twożywo na nieistniejącej już kamienicy przy ul. Pańskiej 112 w Warszawie
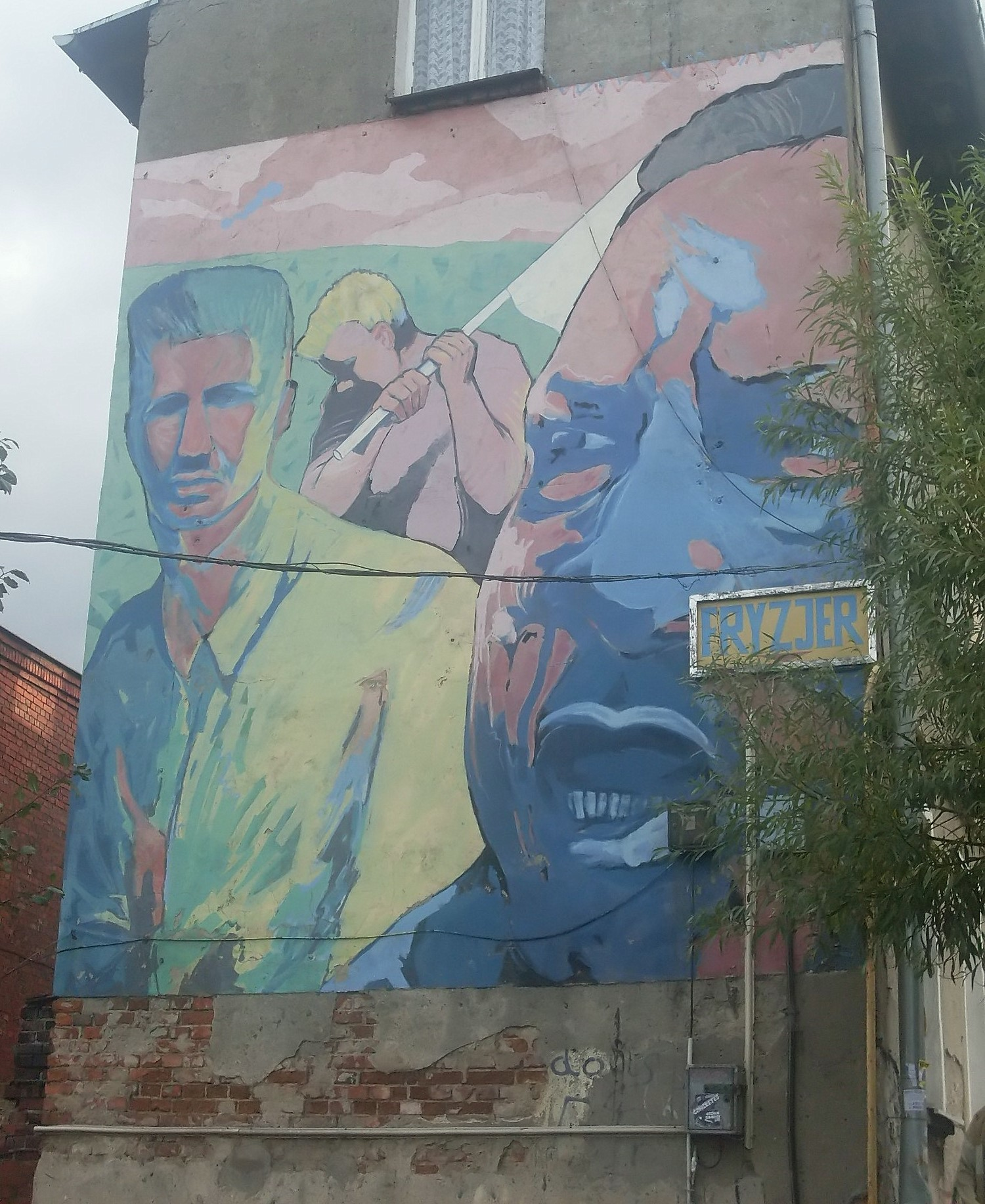
Malowidło ścienne przy ulicy Na Stoku w Gdańsku
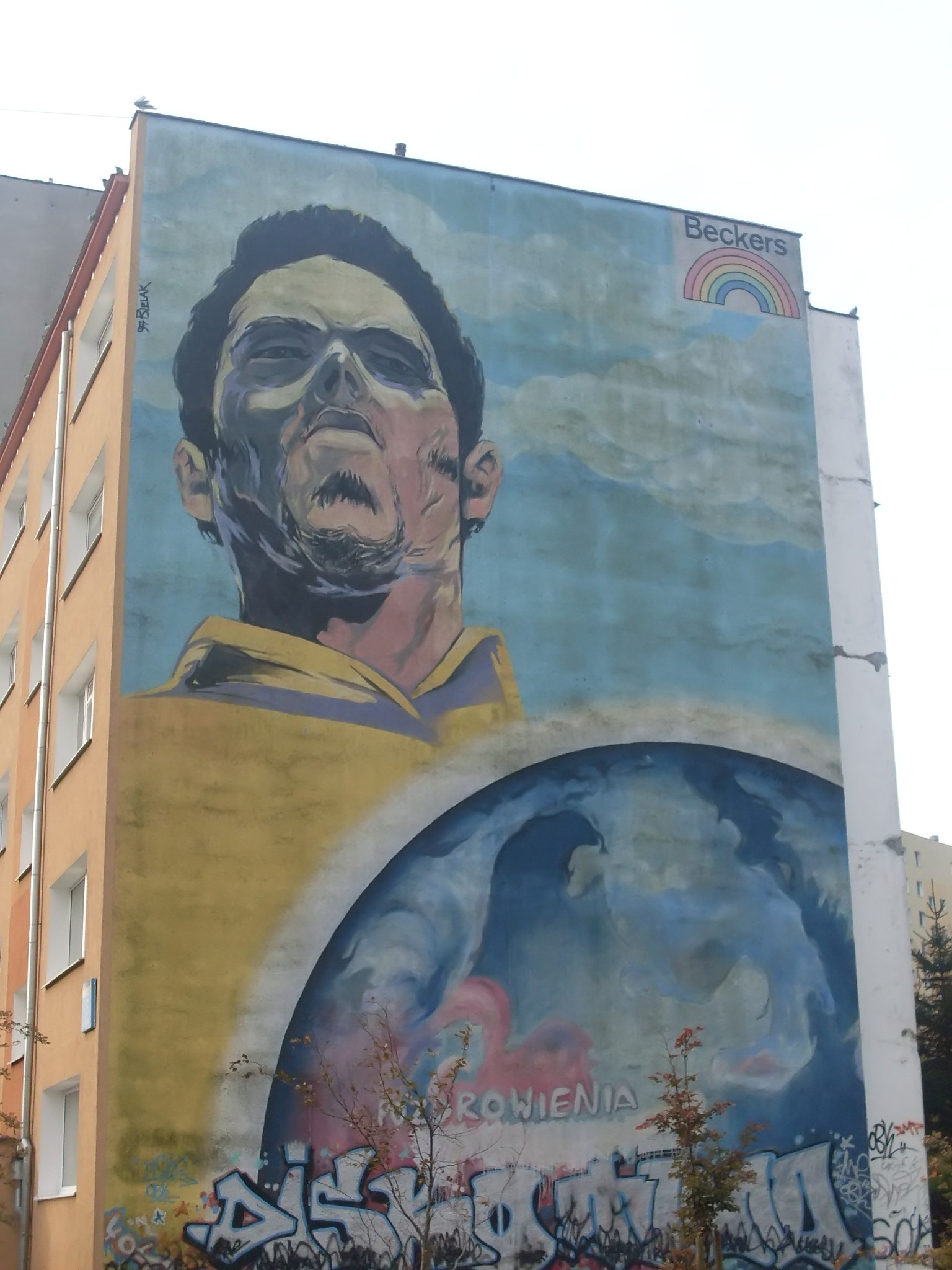
Mural przy ul. Pilotów w Gdańsku
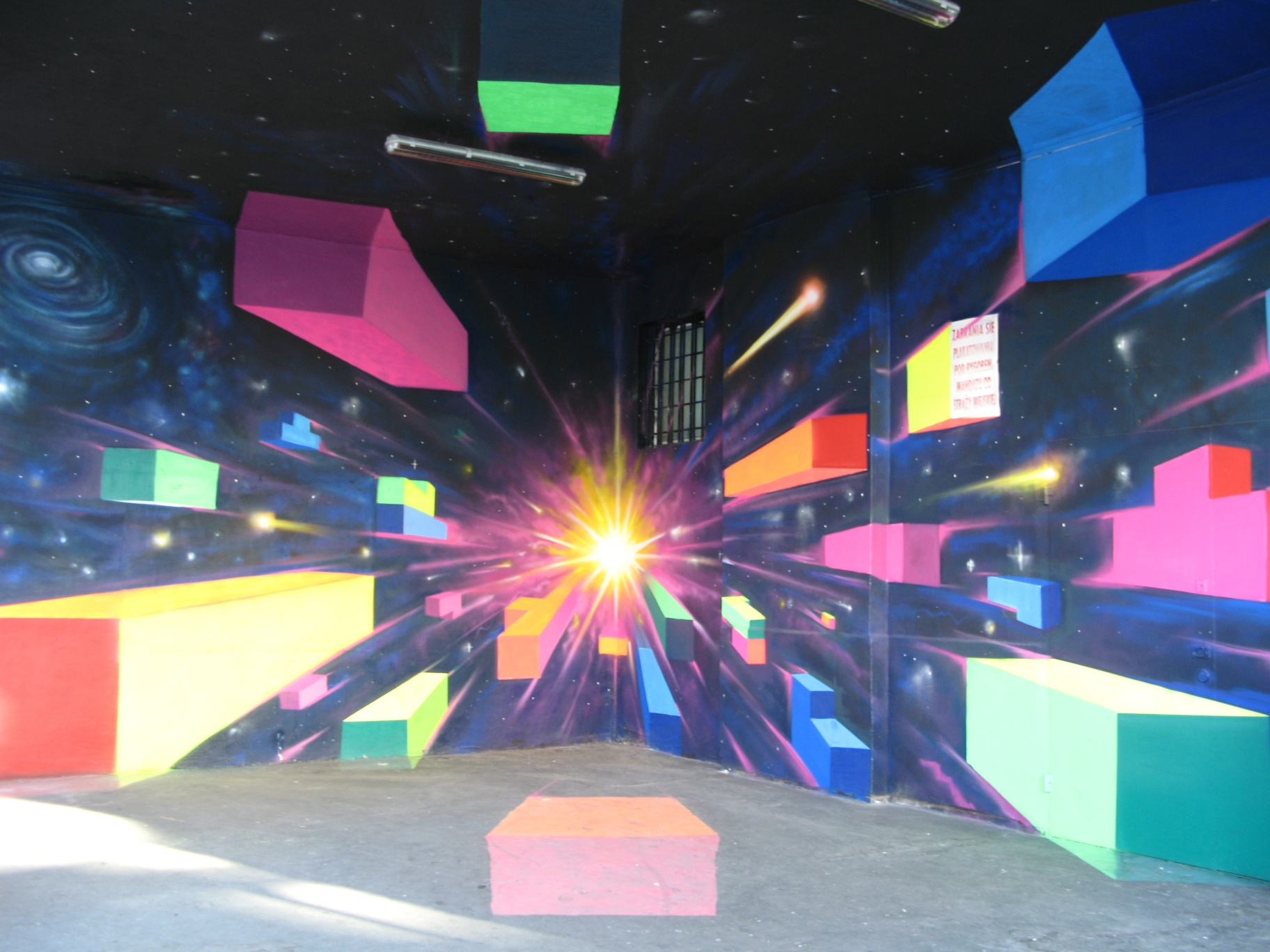
Przestrzenny mural na rogu ul. Tuwima i Piotrkowskiej w Łodzi (nieistniejący)
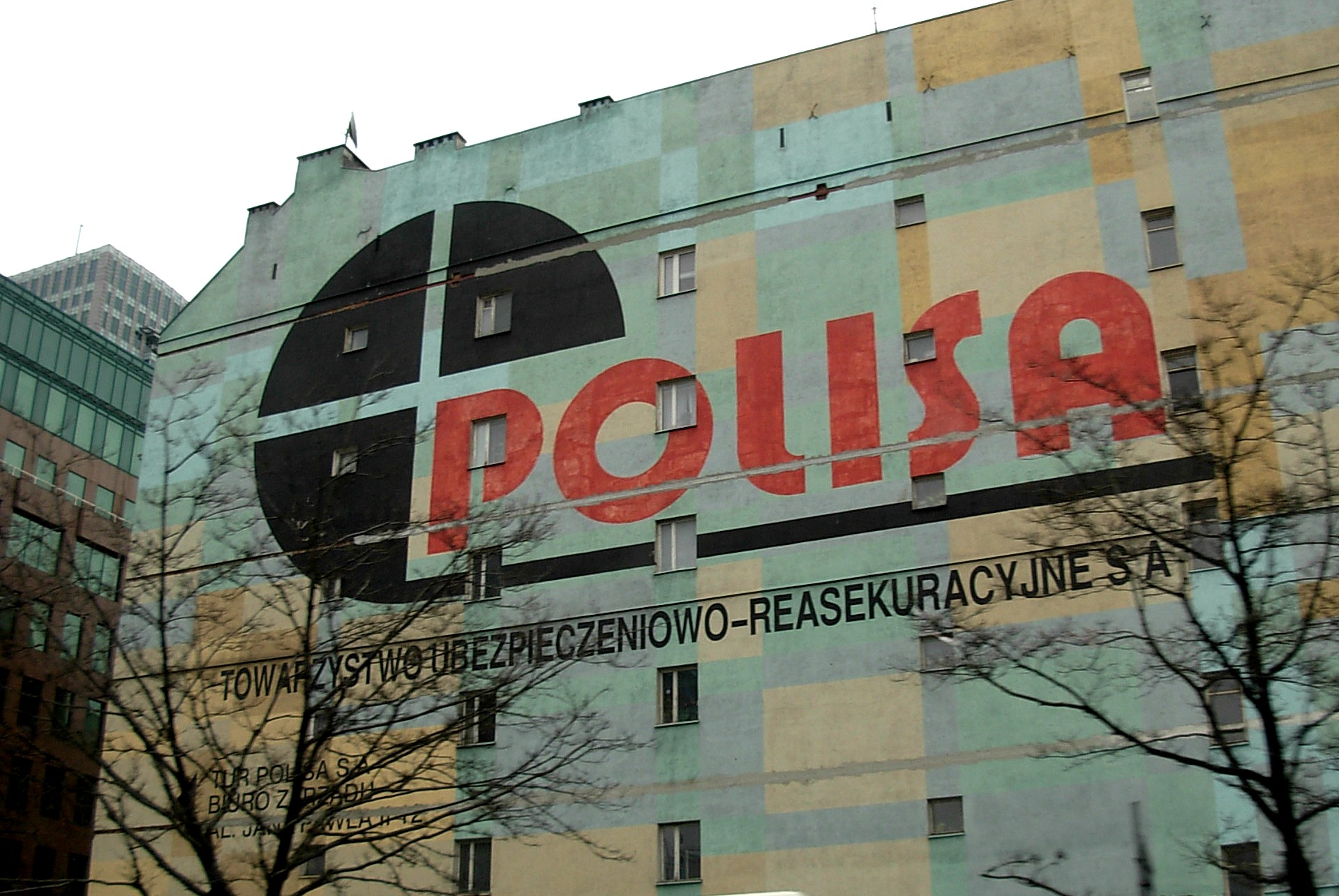
Reklama Polisy SA przy ul. Siennej 45 w Warszawie
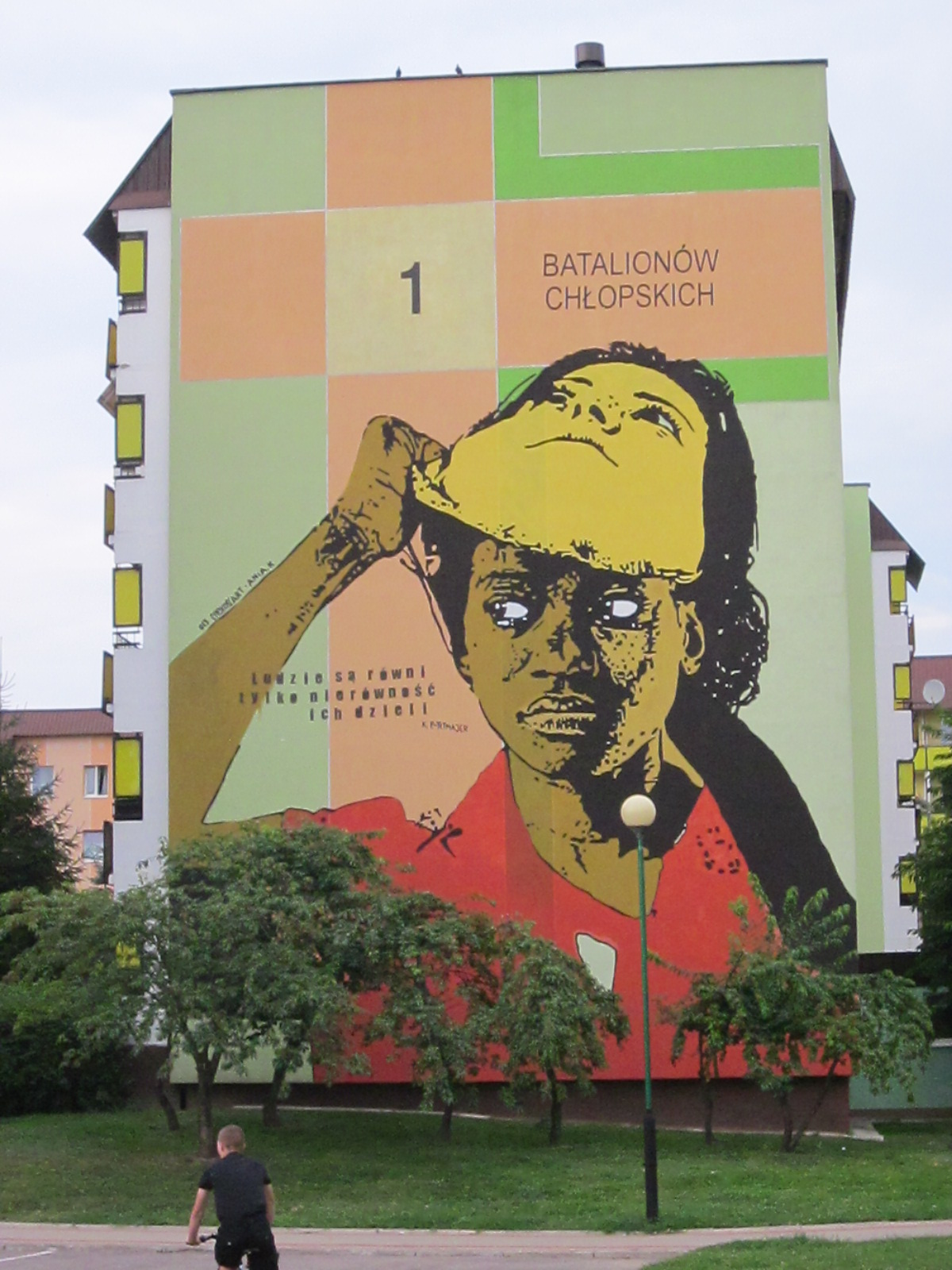
Antyrasistowski mural w Białymstoku – autorzy Anita Kitlas i Francesco Cherkos
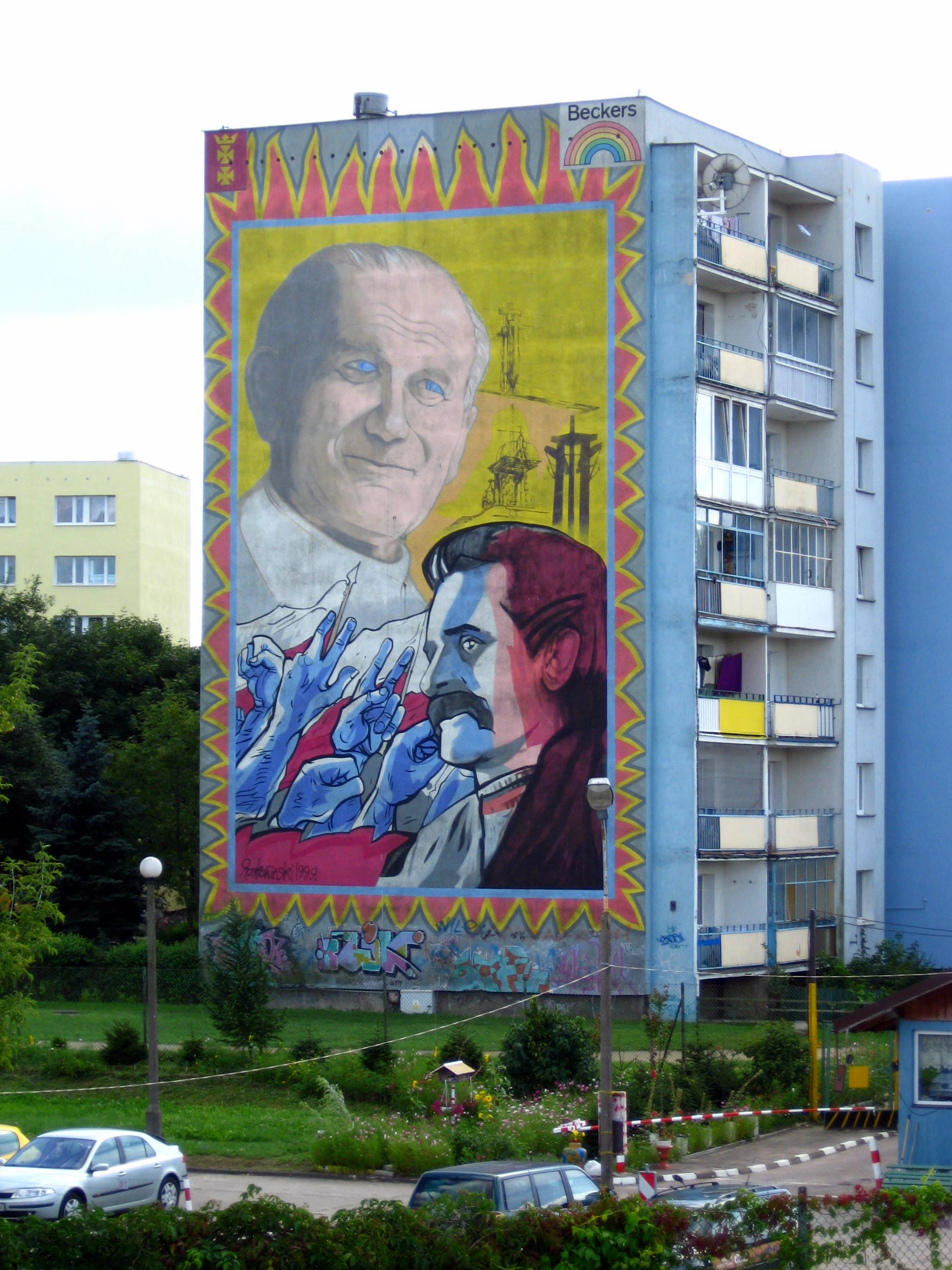
Mural w Gdańsku przedstawiający Jana Pawła II i Lecha Wałęsę
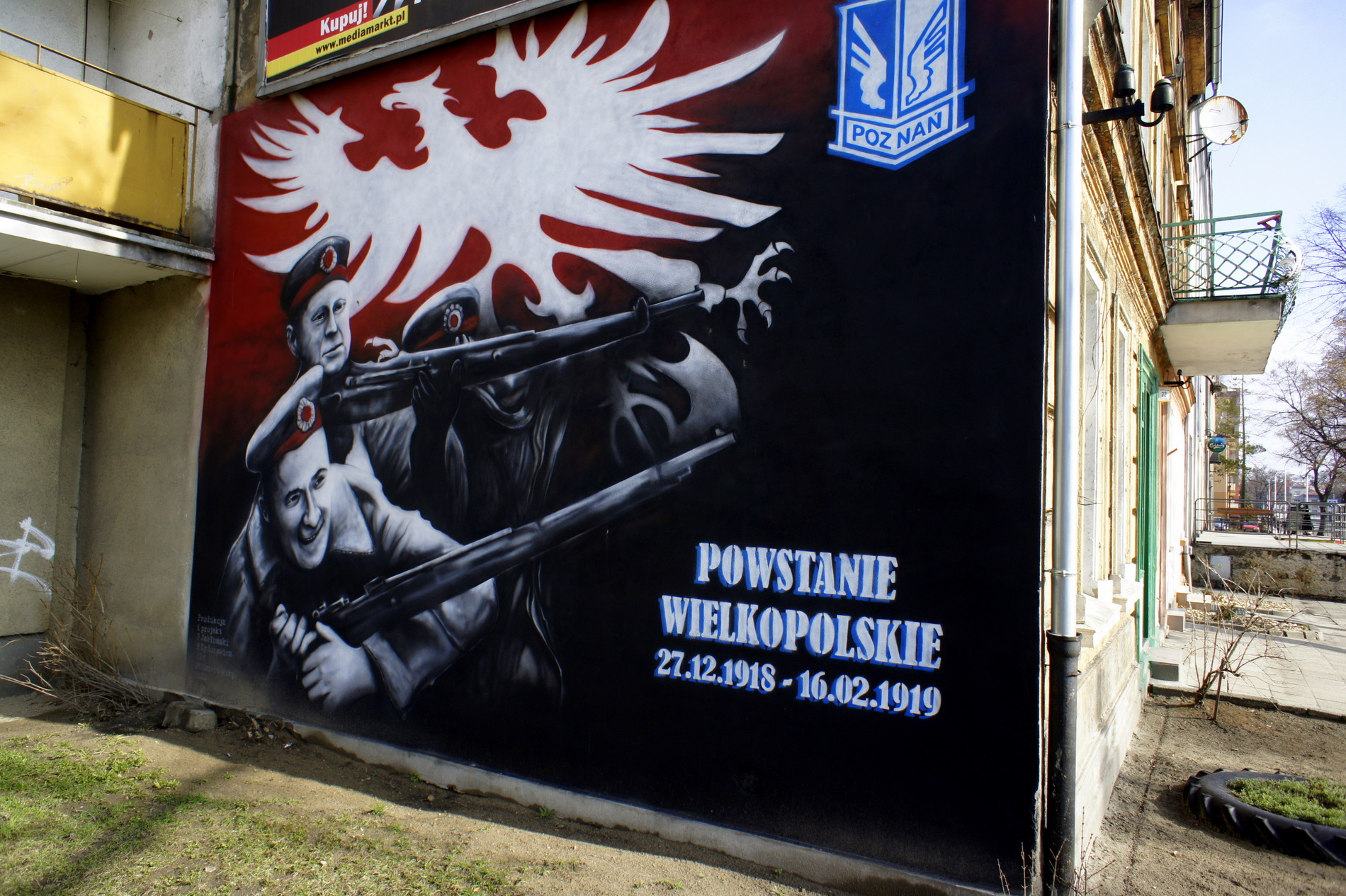
Powstanie wielkopolskie – kamienica w Ostrowie Wlkp.
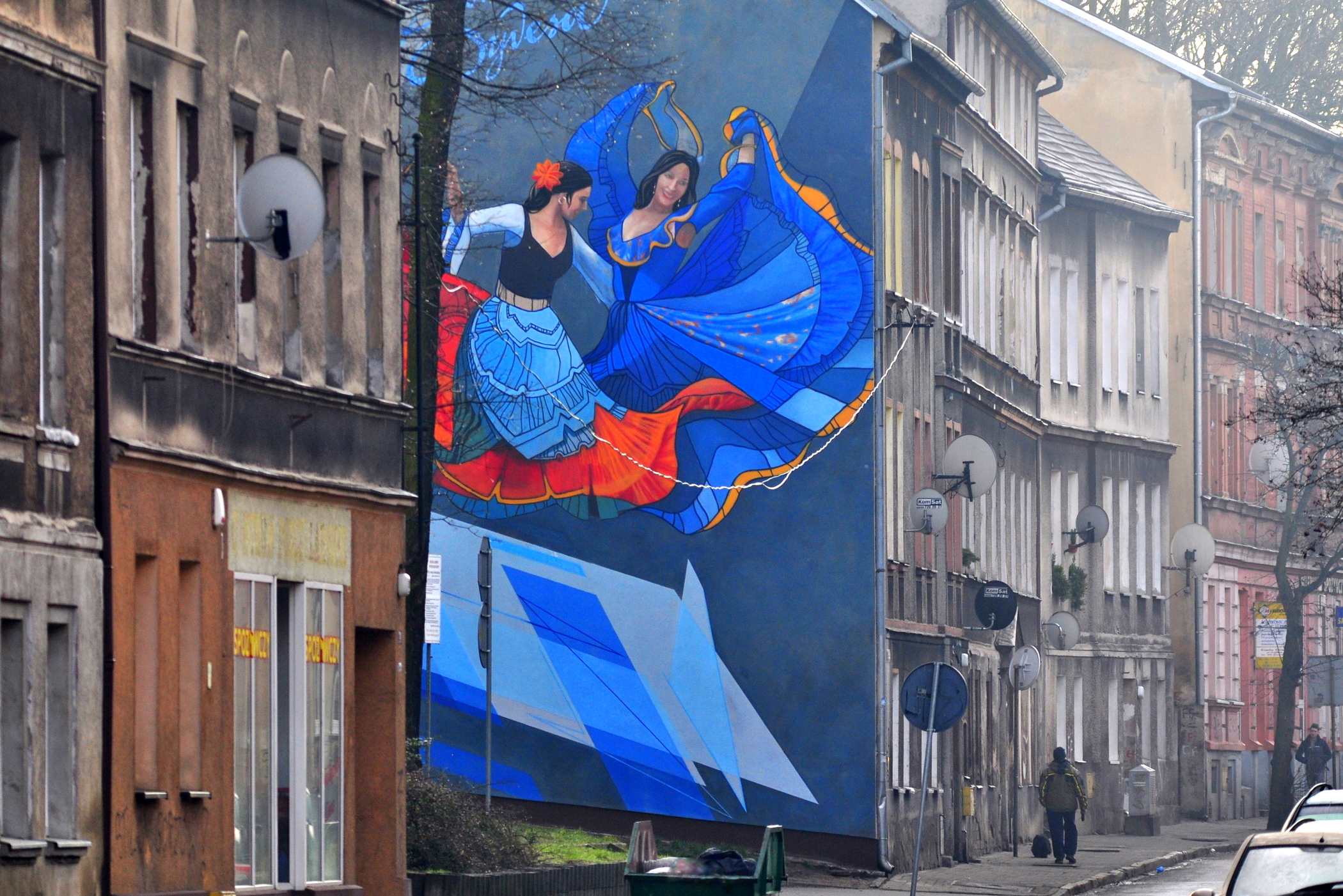
Festiwal kultury romskiej Romane Dyvesa w Gorzowie Wlkp.
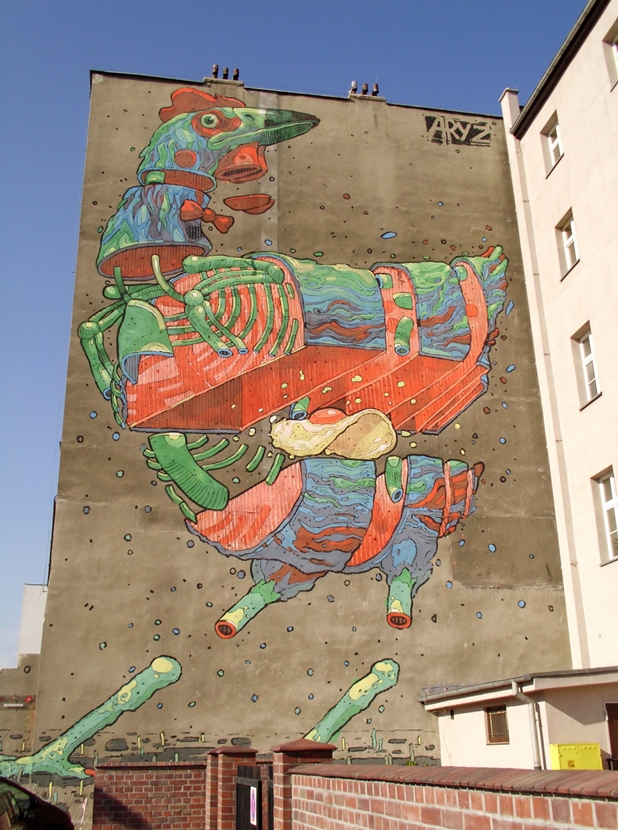
Mural przedstawiający kurę w Katowicach
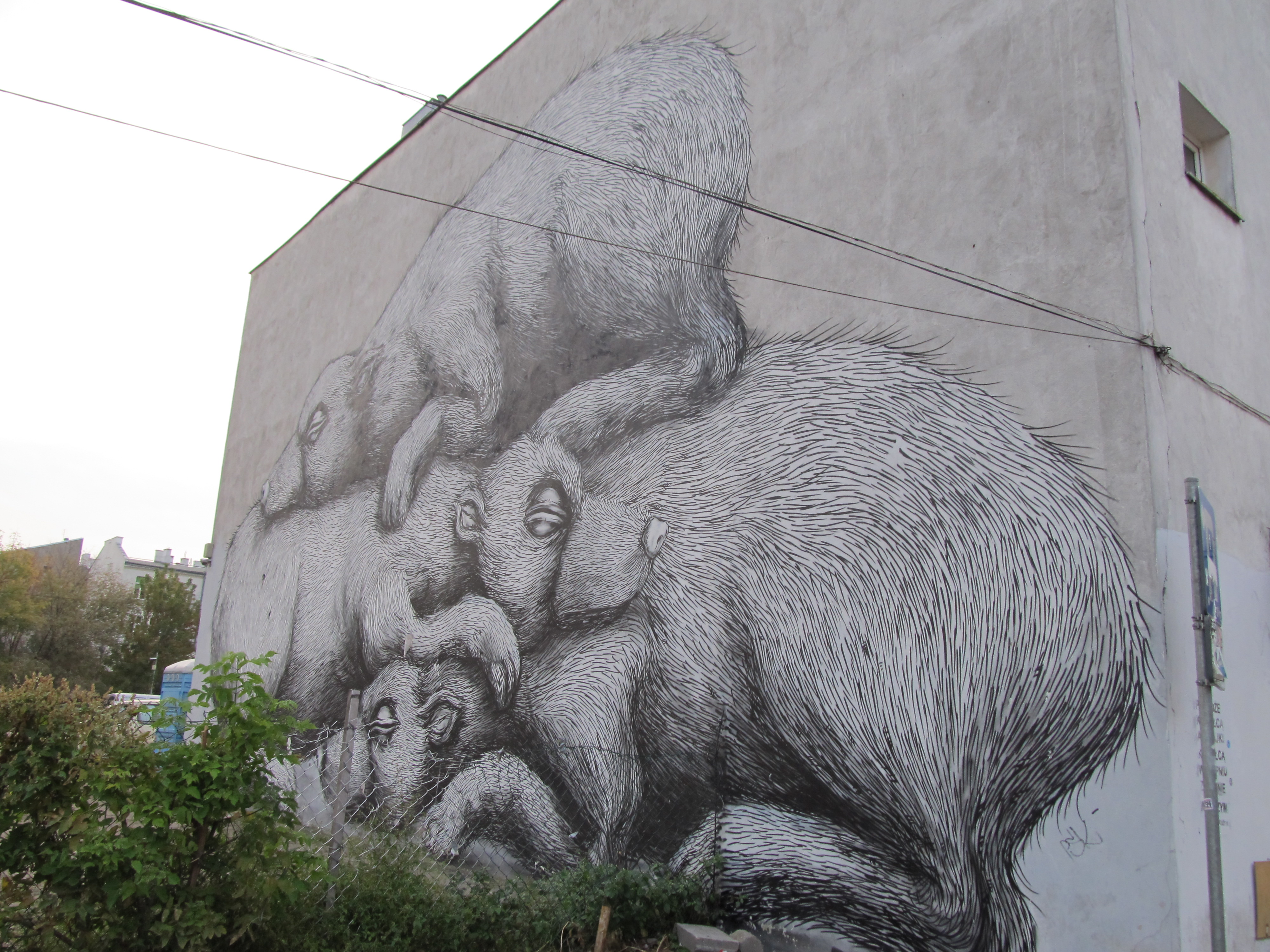
Mural na tyłach ul. Foksal (Warszawa Śródmieście)
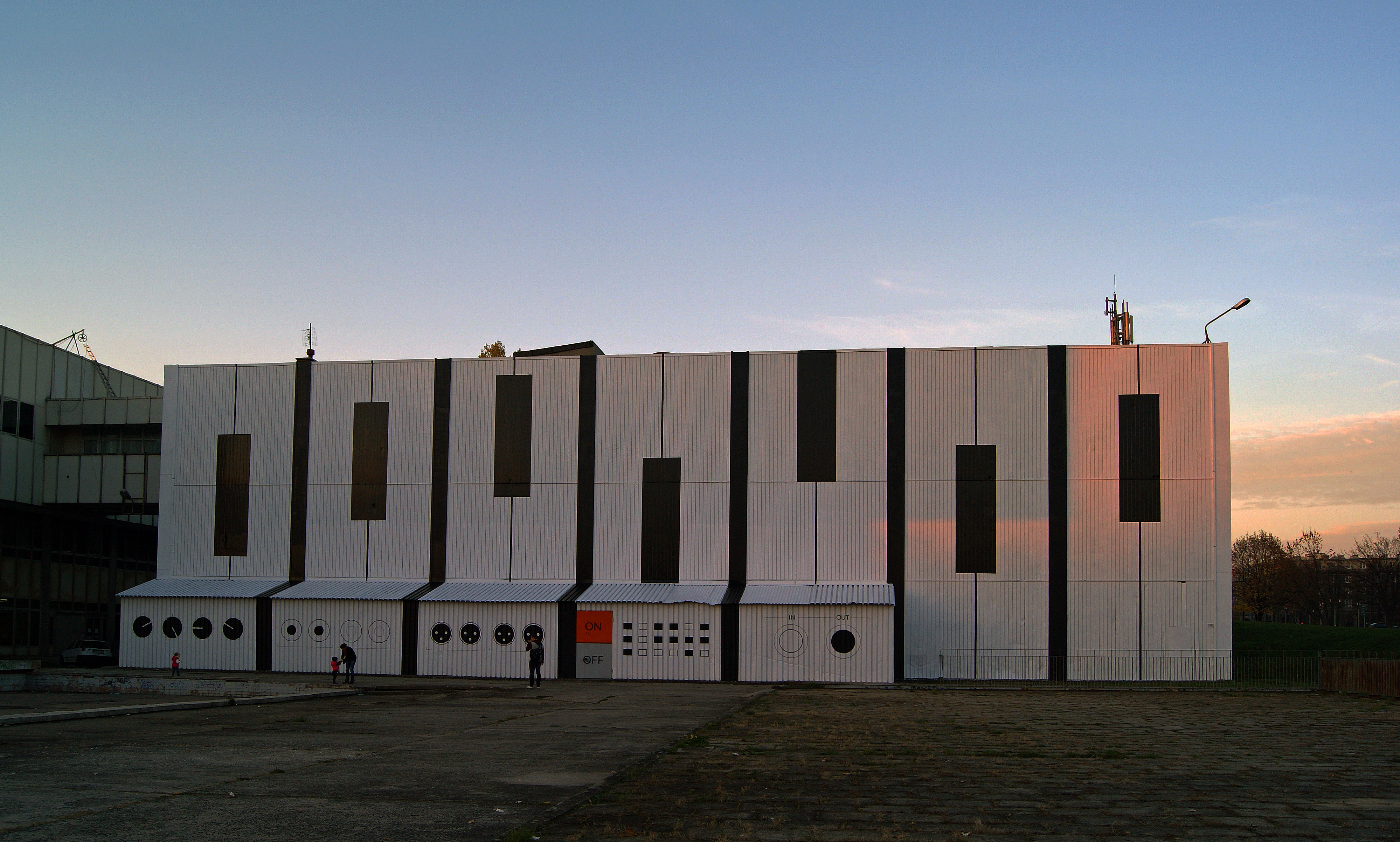
Pierwszy Mural w Nowej Hucie NCK. Projekt Aleksandra Toborowicz, wykonanie studenci krakowskiej ASP. Powstał 19.10.2013 r.
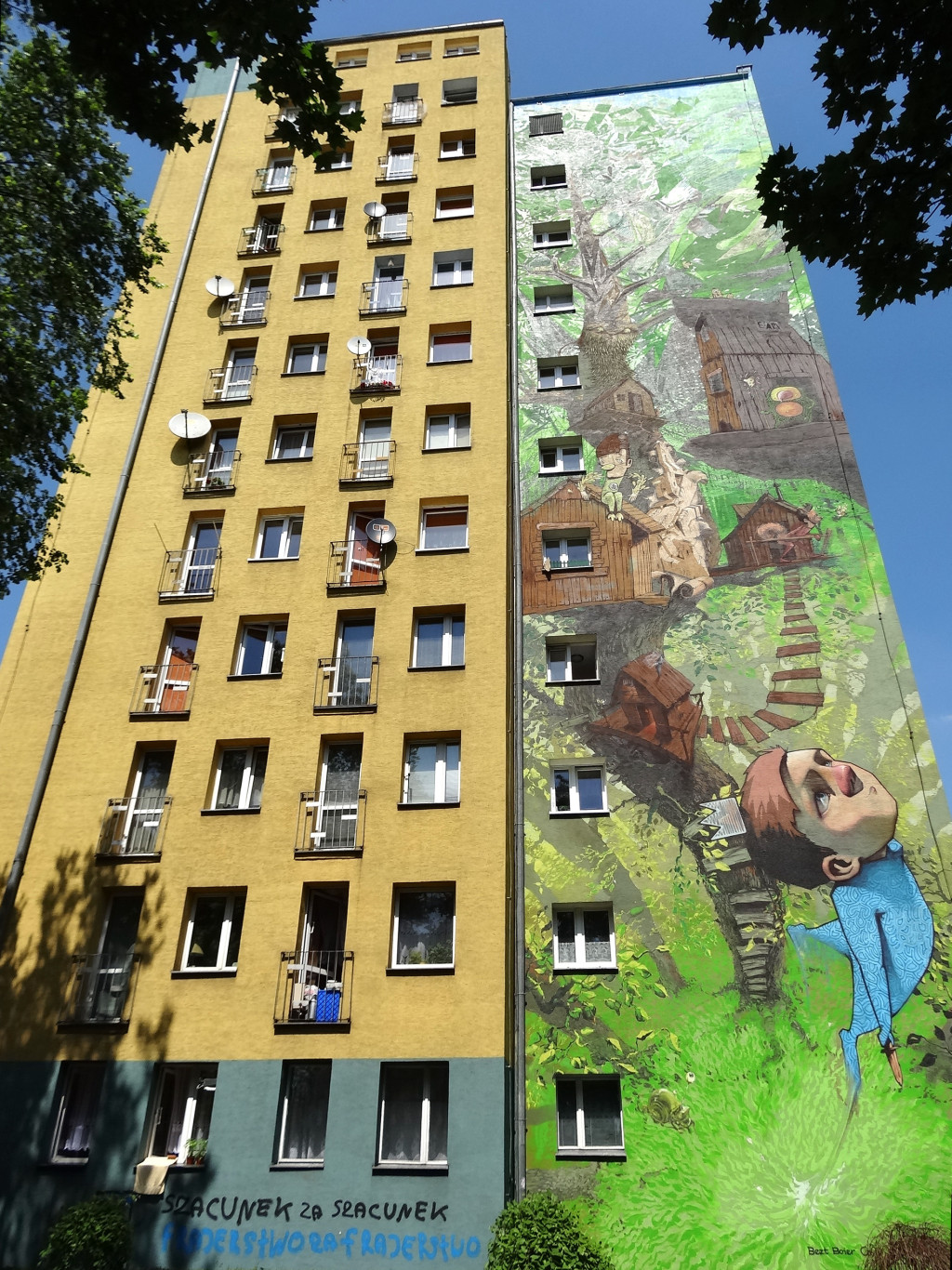
Mural na 11-kondygnacyjnym budynku przy ul. Moczyńskiego w Bydgoszczy
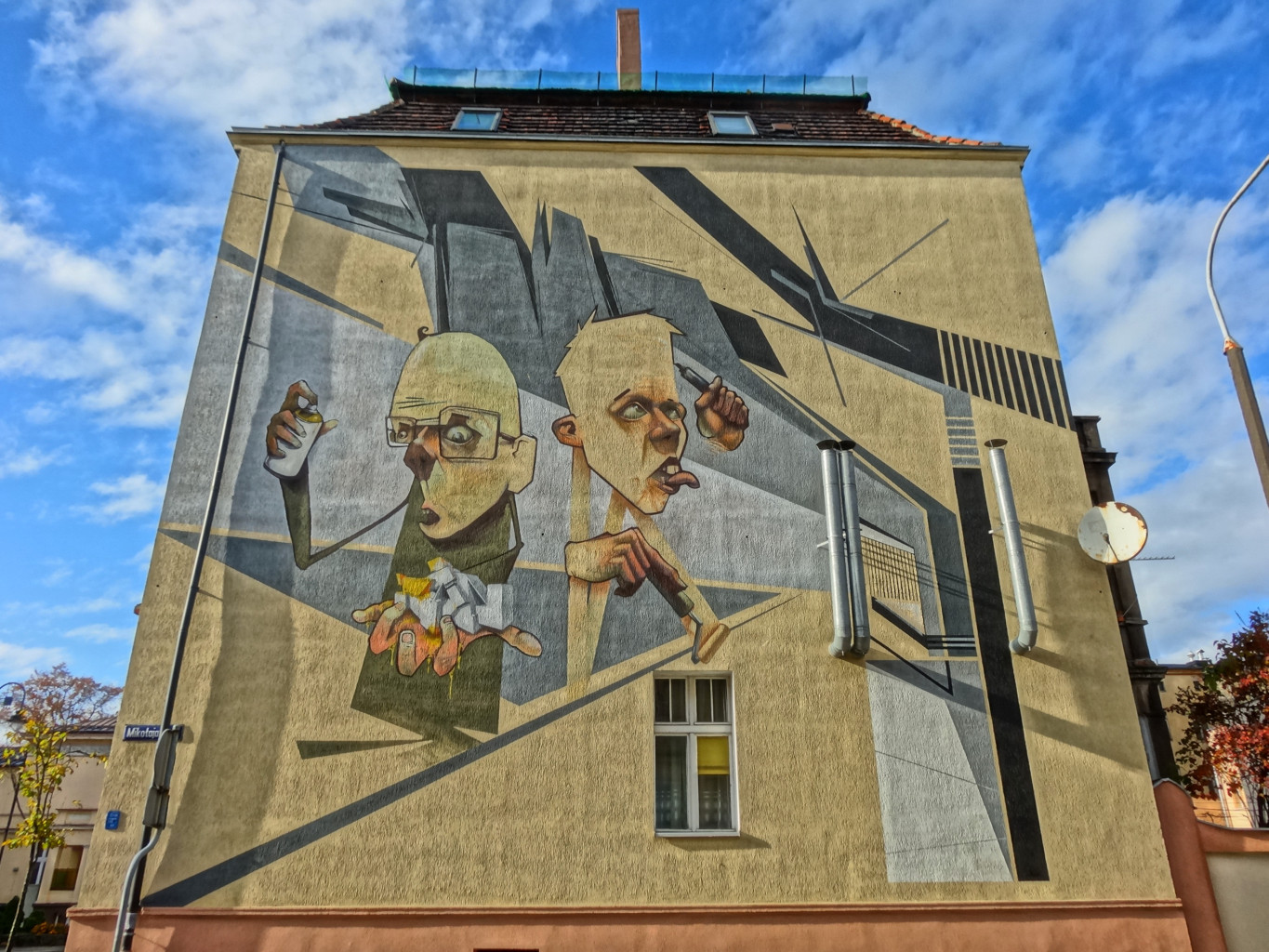
Mural na kamienicy przy ul. Piotra Skargi w Bydgoszczy
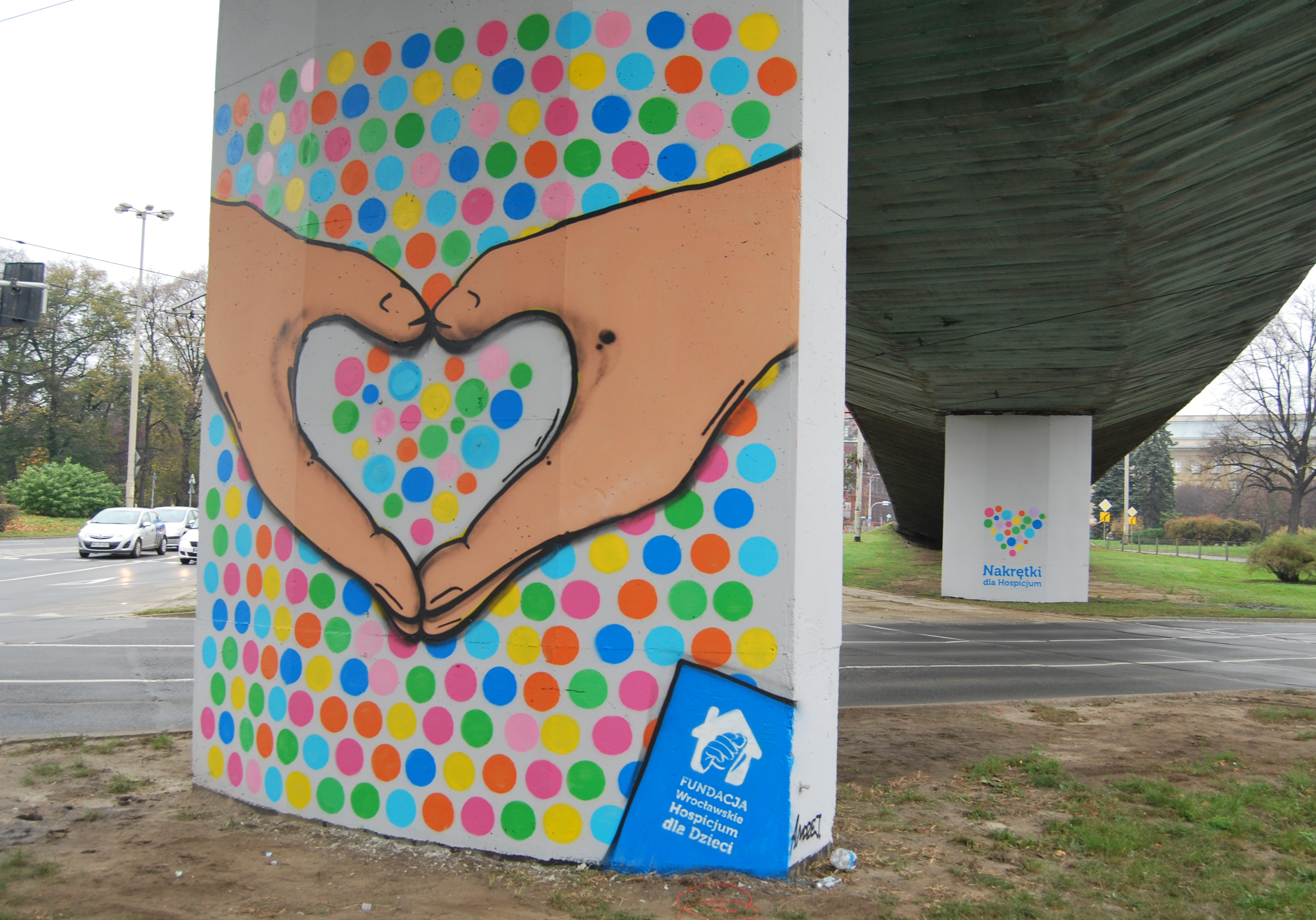
Mural na Placu Społecznym we Wrocławiu. Wykonany w ramach akcji charytatywnej Bitwa na Nakrętki
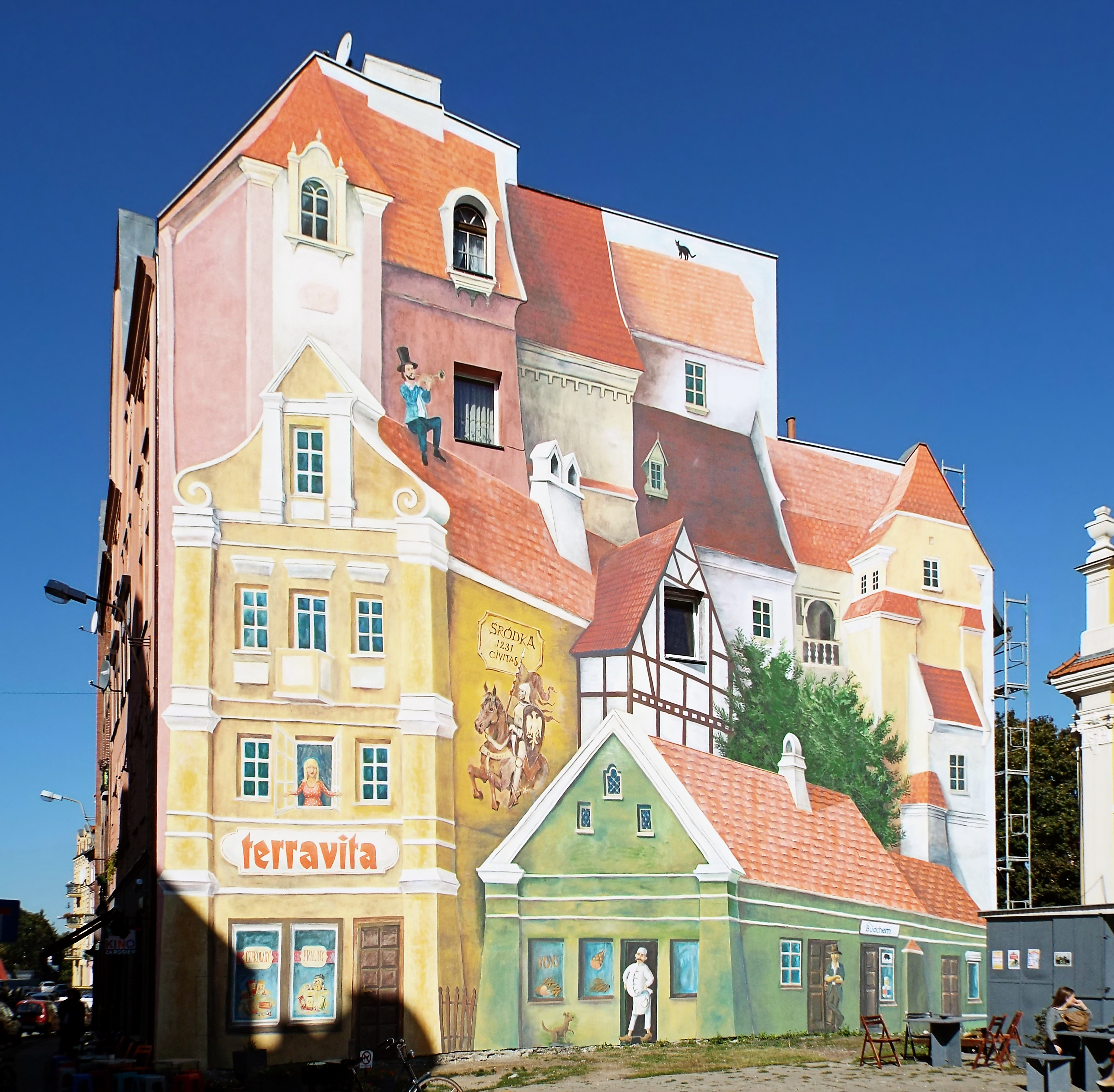
„Trójwymiarowy” mural na Rynku Śródeckim w Poznaniu zatytułowany „Opowieść śródecka z trębaczem na dachu i kotem w tle”, ukończony 21 września 2015
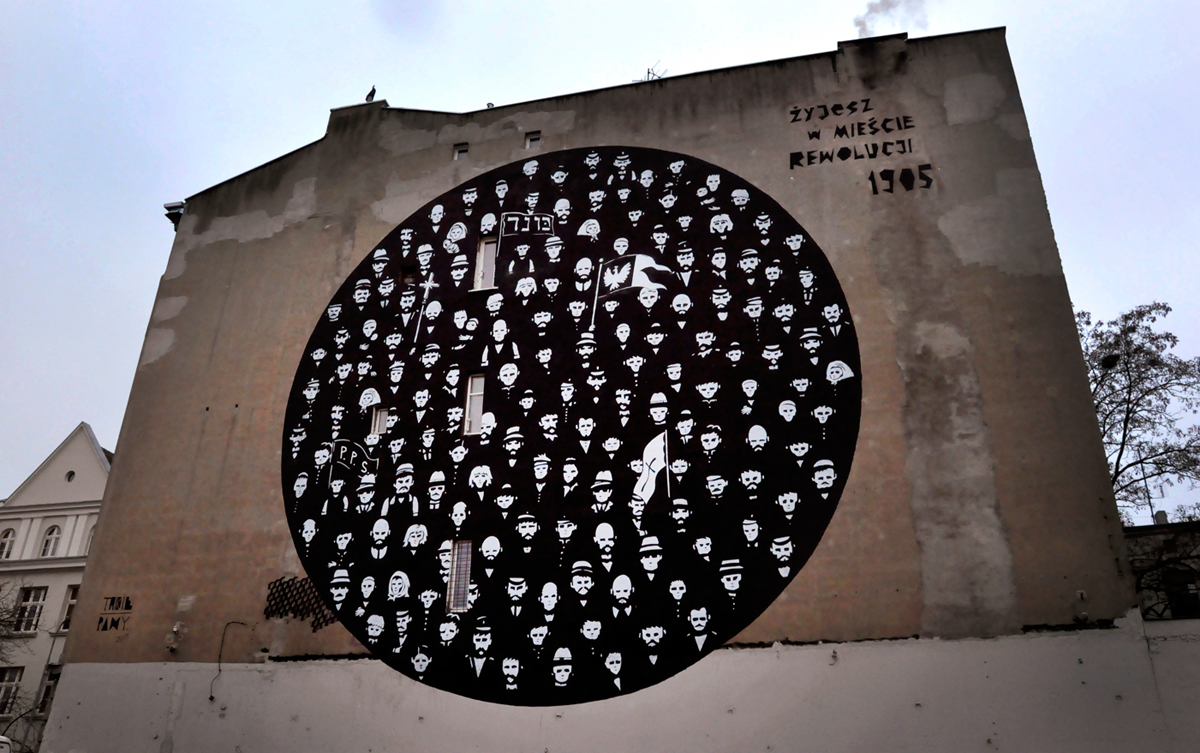
Mural poświęcony Rewolucji 1905 roku. Łódź, ul. Rewolucji 1905 r. nr 58. Autor: Takie Pany. Data ukończenia: 27.11.2015 r.
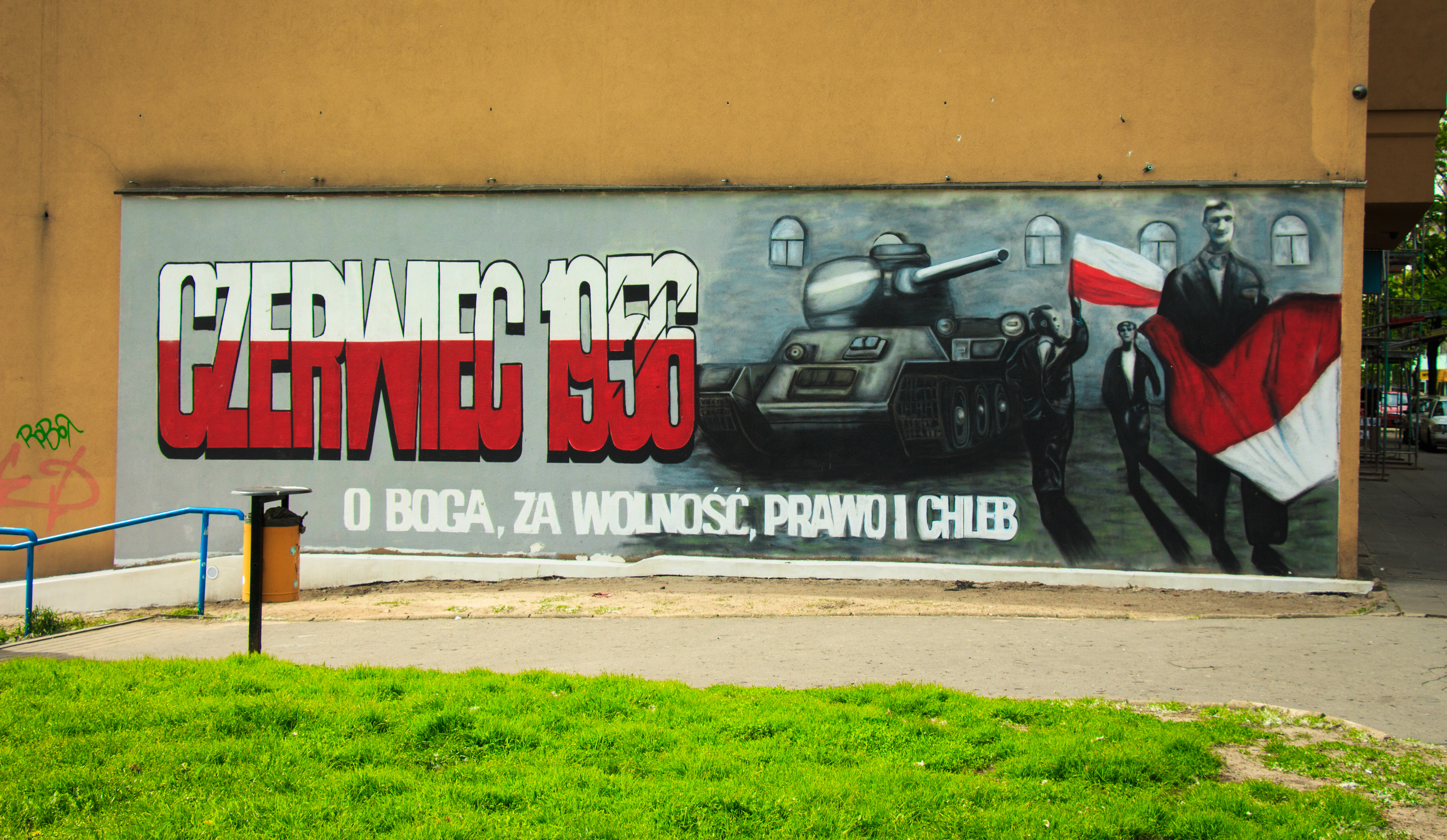
Mural poświęcony wydarzeniom z czerwca 1956 roku w Poznaniu przy ulicy Górna Wilda
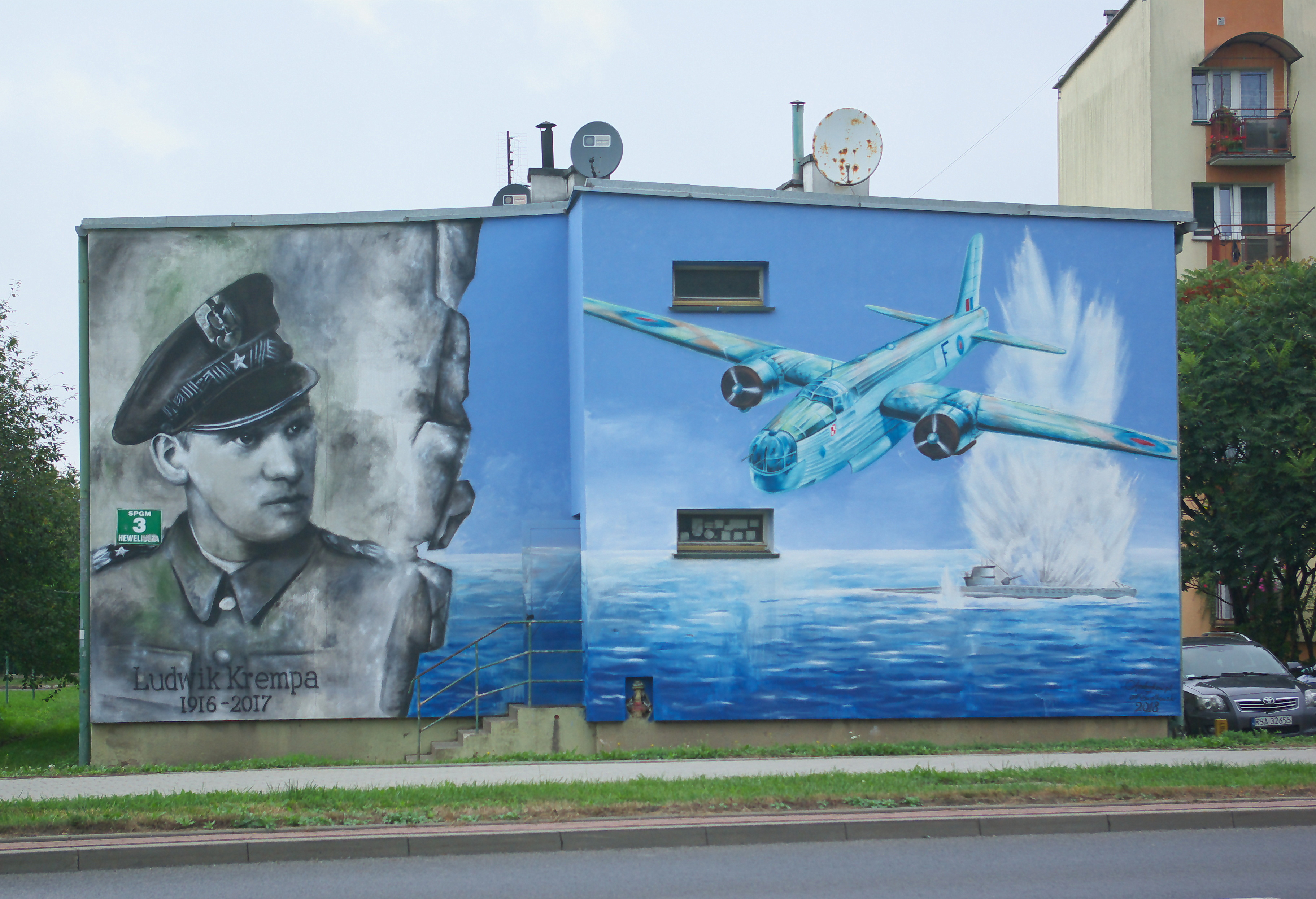
Mural upamiętniający gen. bryg. Ludwika Krempę w Sanoku
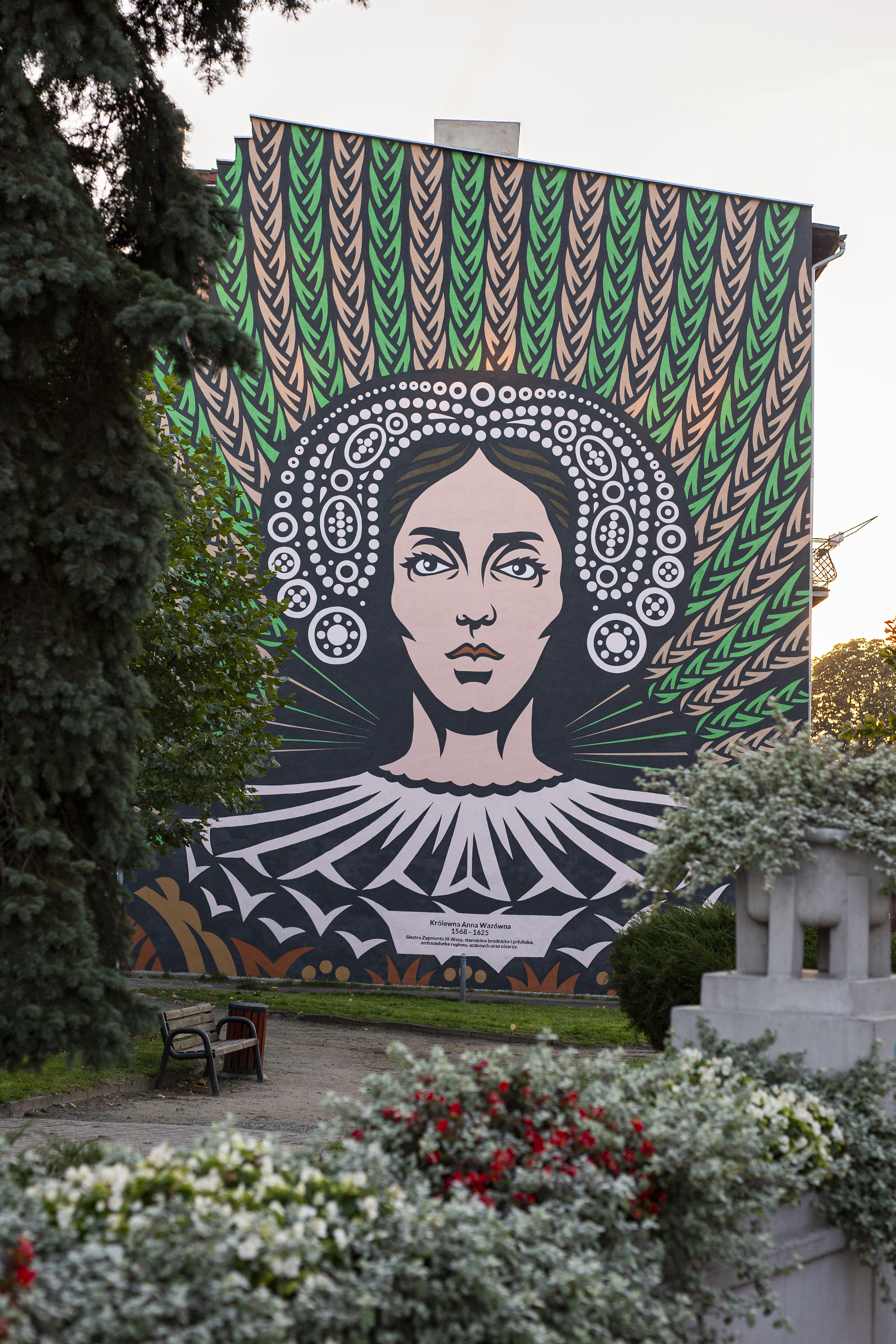
Mural Anny Wazówny w Brodnicy
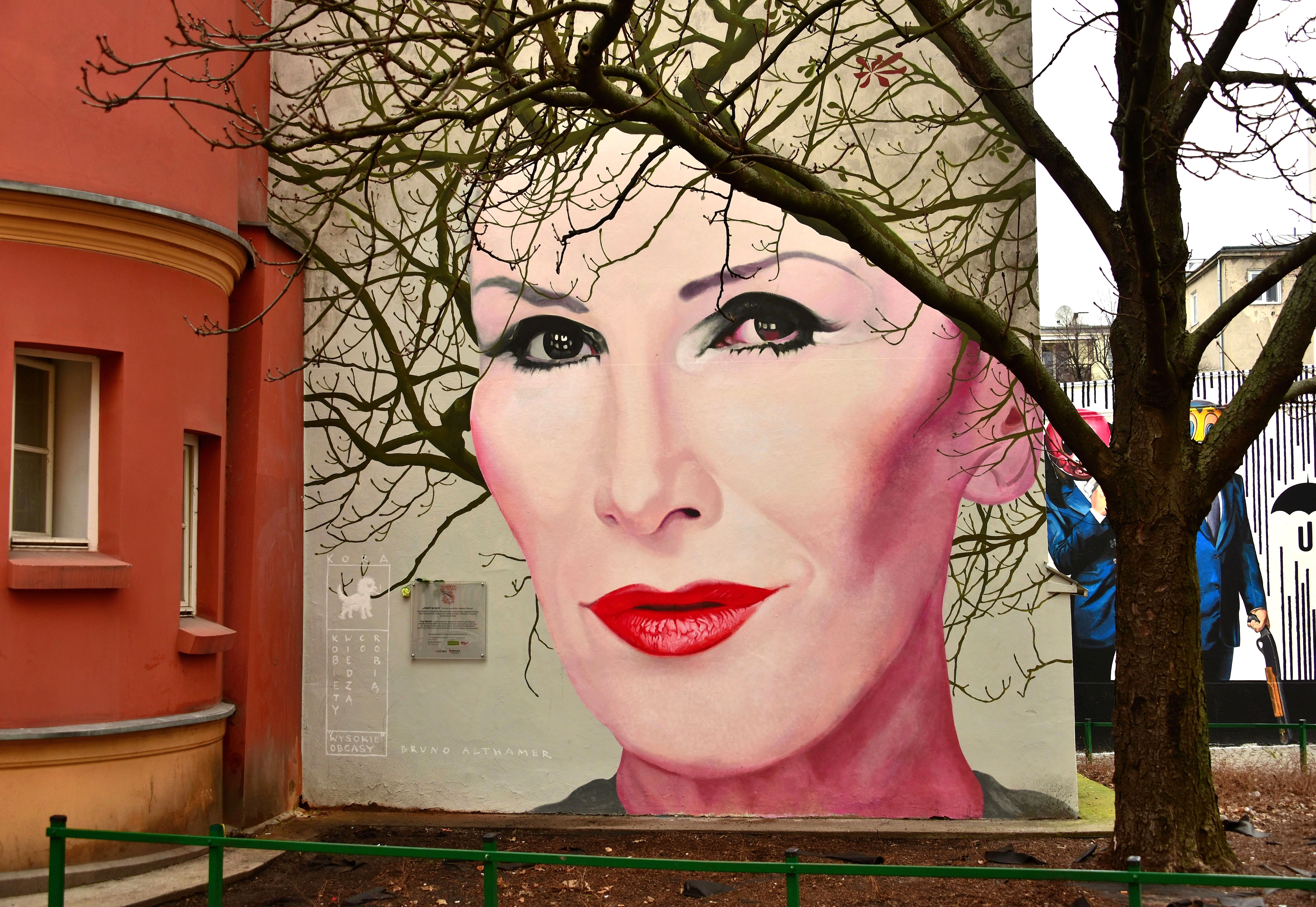
Mural poświęcony piosenkarce Korze w Warszawie
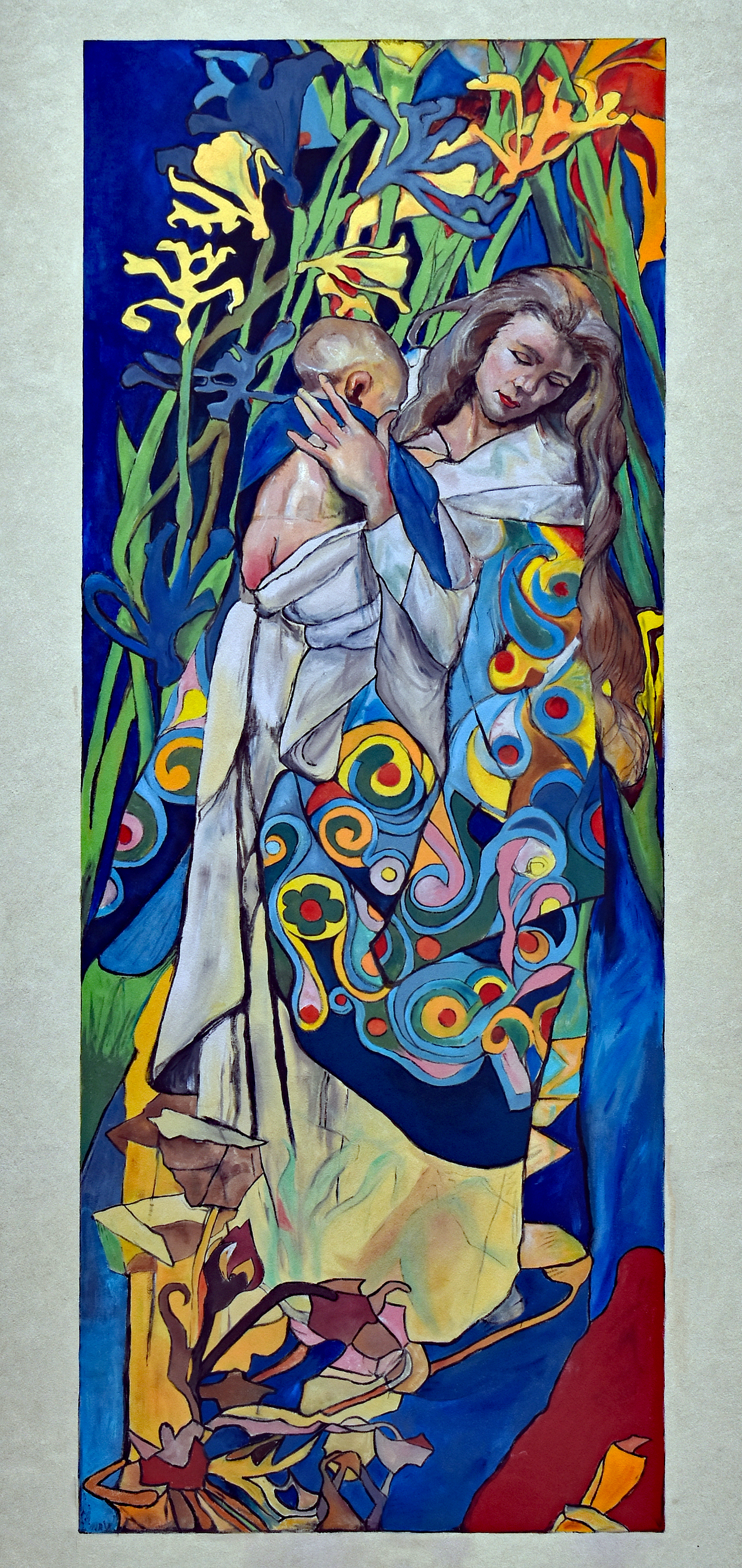
Mural „Caritas” według projektu witraża Stanisława Wyspiańskiego, Kraków szpital na Siemiradzkiego
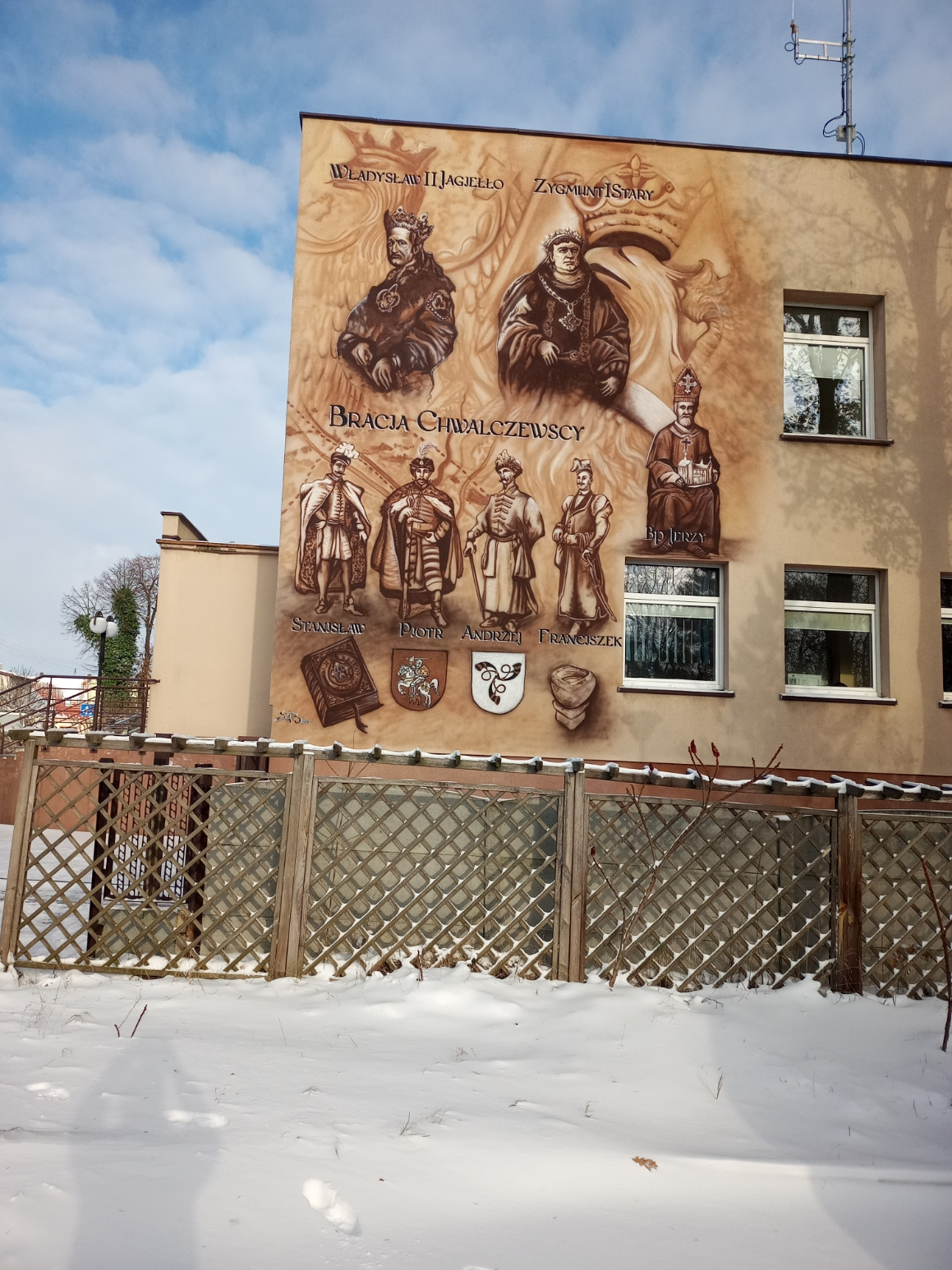
Mural w Raszkowie przedstawiający Władysława II Jagiełło, Zygmunta I Starego i pięciu braci Chwalczeskich: Stanisława, Piotra, Andrzeja, Franciszka i Jerzego.
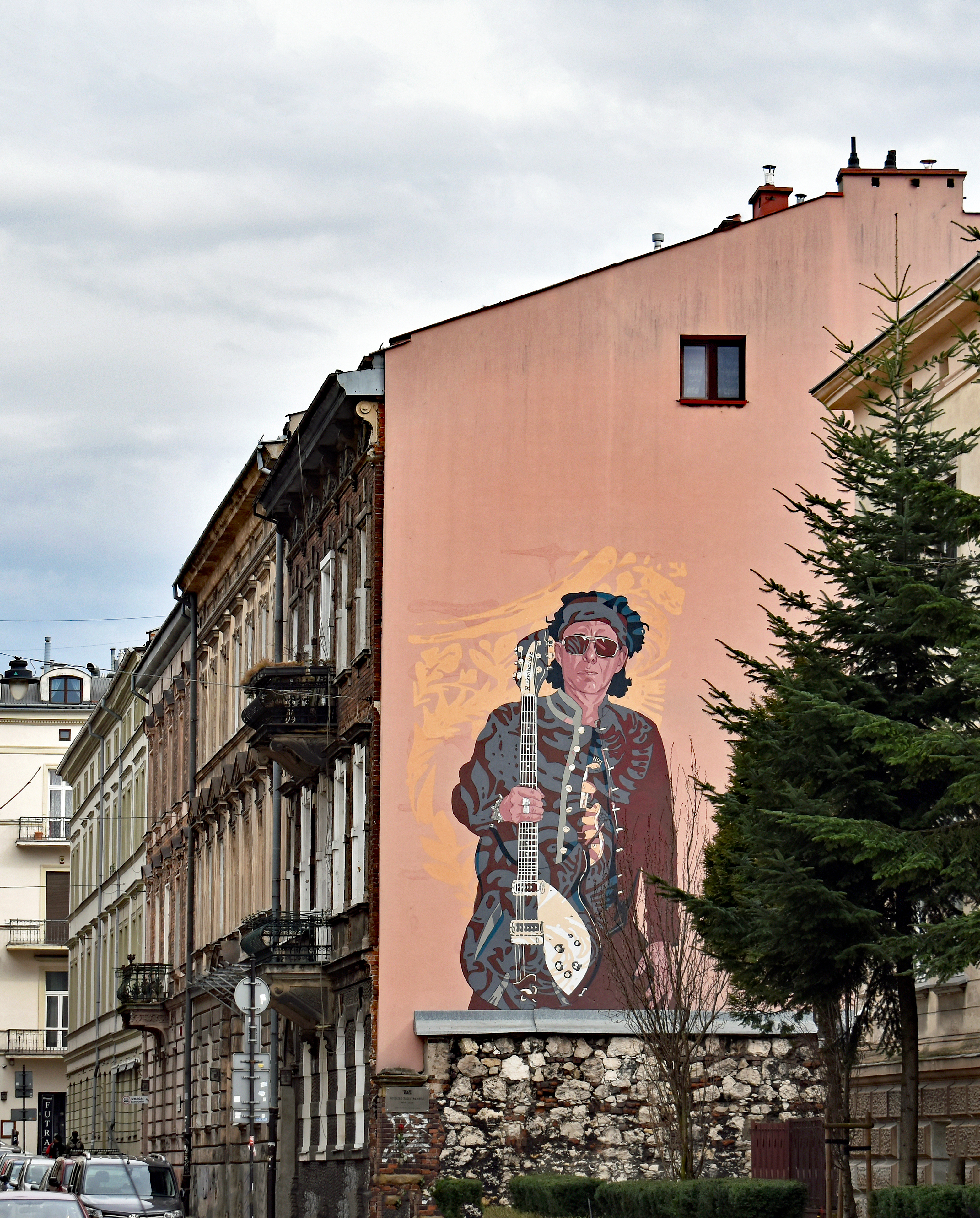
Mural poświęcony Andrzejowi Bieniaszowi, muzykowi Püdelsów. Kraków ul. Koletek 8

### Tworzenie murali

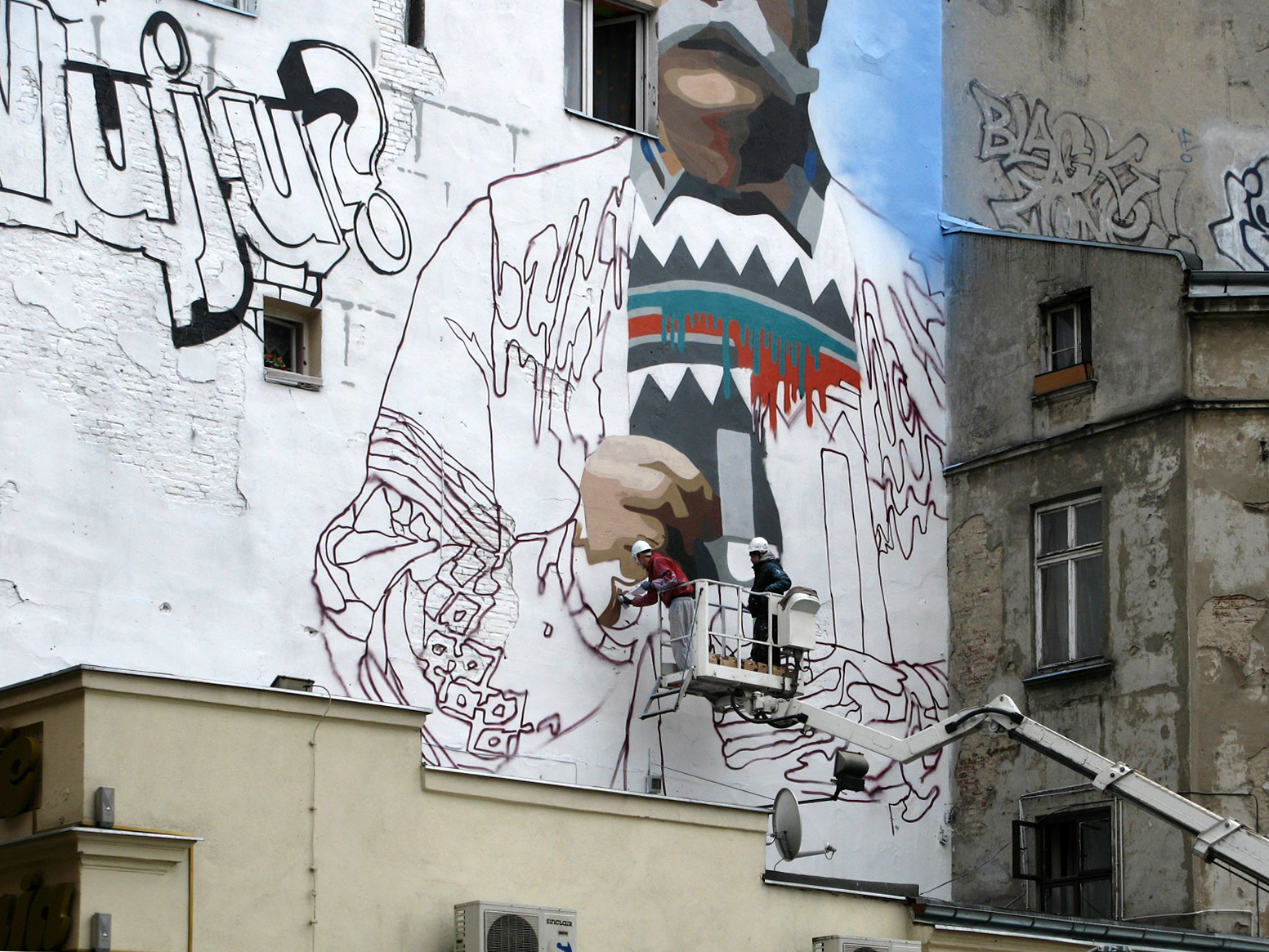
Tworzenie muralu
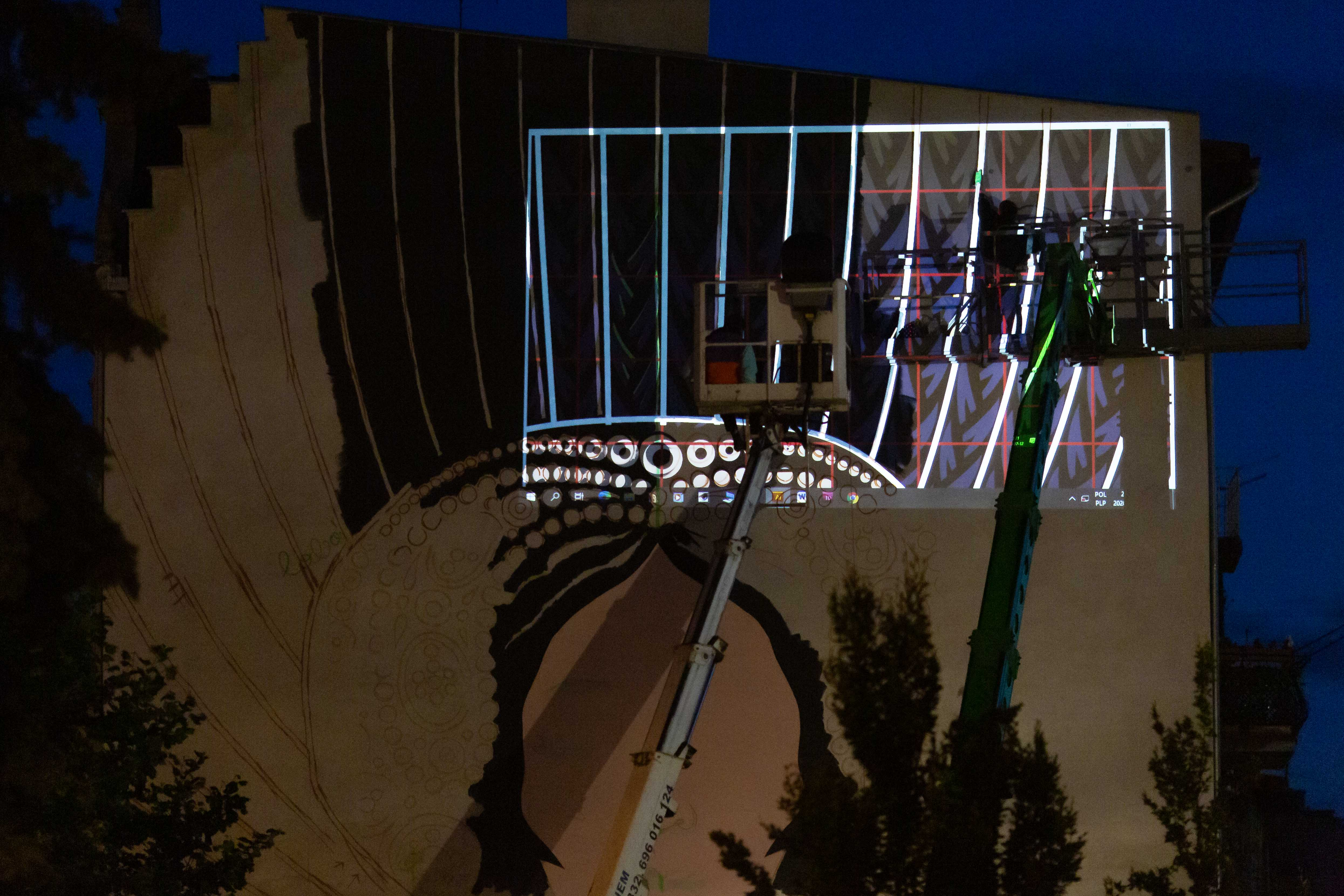
Technika malowania muralu przy pomocy projekcji. Mural Anny Wazówny w Brodnicy